# Olympische Sommerspiele 2020/Teilnehmer (Japan)
| Gelbes Symbol für Goldmedaillen mit stilisierten Olympischen Ringen | Graues Symbol für Silbermedaillen mit stilisierten Olympischen Ringen | Braundes Symbol für Bronzemedaillen mit stilisierten Olympischen Ringen |
| ------------------------------------------------------------------- | --------------------------------------------------------------------- | ----------------------------------------------------------------------- |
| 27                                                                  | 14                                                                    | 17                                                                      |

Japan nahm als Gastgeber an den Olympischen Spielen 2020 in Tokio mit 556 Sportlern in allen 38 Sportarten teil. Es war die insgesamt 23. Teilnahme an Olympischen Sommerspielen.

## Medaillen

### Medaillengewinner
| Name/n | Sportart       | Wettkampf                            |
| --- | -------------- | ------------------------------------ |
| Gold |                |                                      |
| Naohisa Takato | Judo           | Klasse bis 60 kg                     |
| Uta Abe | Judo           | Klasse bis 52 kg                     |
| Hifumi Abe | Judo           | Klasse bis 66 kg                     |
| Shōhei Ōno | Judo           | Klasse bis 73 kg                     |
| Takanori Nagase | Judo           | Klasse bis 81 kg                     |
| Chizuru Arai | Judo           | Klasse bis 70 kg                     |
| Shori Hamada | Judo           | Klasse bis 78 kg                     |
| Aaron Wolf | Judo           | Klasse bis 100 kg                    |
| Akira Sone | Judo           | Klasse über 78 kg                    |
| Yui Ōhashi | Schwimmen      | 200 m Lagen                          |
| Yui Ōhashi | Schwimmen      | 400 m Lagen                          |
| Yūto Horigome | Skateboard     | Street                               |
| Momiji Nishiya | Skateboard     | Street                               |
| Sakura Yosozumi | Skateboard     | Park                                 |
| Jun Mizutani Mima Itō | Tischtennis    | Mixeddoppel                          |
| Yukiko Ueno Miu Goto Yamato Fujita Haruka Agatsuma Yukiyo Mine Mana Atsumi Yuka Ichiguchi Nayu Kiyohara Hitomi Kawabata Minori Naito Yu Yamamoto Nodoka Harada Sayaka Mori Saki Yamazaki Eri Yamada | Softball       | Turnier Frauen                       |
| Daiki Hashimoto | Turnen         | Mehrkampf Einzel                     |
| Daiki Hashimoto | Turnen         | Reck                                 |
| Masaru Yamada Kazuyasu Minobe Kōki Kanō Satoru Uyama | Fechten        | Degen Mannschaft                     |
| Sena Irie | Boxen          | Federgewicht bis 57 kg               |
| Risako Kawai | Ringen         | Freistil, Klasse bis 57 kg           |
| Yukako Kawai | Ringen         | Freistil, Klasse bis 62 kg           |
| Mayu Mukaida | Ringen         | Freistil, Klasse bis 53 kg           |
| Yui Susaki | Ringen         | Freistil, Klasse bis 50 kg           |
| Takuto Otoguro | Ringen         | Freistil, Klasse bis 65 kg           |
| Ryo Kiyuna | Karate         | Kata                                 |
| Munetaka Murakami Kaima Taira Yoshinobu Yamamoto Hiromi Itoh Masato Morishita Ryoji Kuribayashi Ryoya Kurihara Seiya Suzuki Koyo Aoyagi Kensuke Kondoh Masataka Yoshida Sōsuke Genda Koudai Senga Takuya Kai Yasuaki Yamasaki Tetsuto Yamada Suguru Iwazaki Ryūtarō Umeno Hideto Asamura Ryosuke Kikuchi Hayato Sakamoto Masahiro Tanaka Yuki Yanagita Yūdai Ohno | Baseball       | Turnier Männer                       |
| Silber |                |                                      |
| Funa Tonaki | Judo           | Klasse bis 48 kg                     |
| Uta Abe Tsukasa Yoshida Chizuru Arai Miku Tashiro Shori Hamada Akira Sone Hifumi Abe Shōhei Ōno Shoichiro Mukai Takanori Nagase Hisayoshi Harasawa Aaron Wolf | Judo           | Mixed Team                           |
| Daiki Hashimoto Kazuma Kaya Takeru Kitazono Wataru Tanigawa | Turnen         | Mehrkampf Mannschaft                 |
| Kanoa Igarashi | Surfen         | Shortboard                           |
| Tomoru Honda | Schwimmen      | 200 m Schmetterling                  |
| Ken’ichirō Fumita | Ringen         | Griechisch-Römisch, Klasse bis 60 kg |
| Kokona Hiraki | Skateboard     | Park                                 |
| Kōki Ikeda | Leichtathletik | 20 km Gehen                          |
| Kiyou Shimizu | Karate         | Kata                                 |
| Mima Itō Kasumi Ishikawa Miu Hirano | Tischtennis    | Mannschaft                           |
| Miho Nonaka | Sportklettern  | Olympische Kombination               |
| Mone Inami | Golf           | Einzel                               |
| Yūmi Kajihara | Radsport       | Omnium Frauen                        |
| Himawari Akaho Saki Hayashi Rui Machida Evelyn Mawuli Saori Miyazaki Yuki Miyazawa Naho Miyoshi Nako Motohashi Moeko Nagaoka Monica Okoye Maki Takada Nanaka Todo | Basketball     | Frauen                               |
| Bronze |                |                                      |
| Funa Nakayama | Skateboard     | Street                               |
| Takaharu Furukawa Yūki Kawata Hiroki Mutō | Bogenschießen  | Mannschaft                           |
| Takaharu Furukawa | Bogenschießen  | Einzel                               |
| Tsukasa Yoshida | Judo           | Klasse bis 57 kg                     |
| Amuro Tsuzuki | Surfen         | Shortboard                           |
| Mikiko Andō | Gewichtheben   | Leichtgewicht bis 59 kg              |
| Mima Itō | Tischtennis    | Einzel                               |
| Tomokazu Harimoto Kōki Niwa Jun Mizutani | Tischtennis    | Mannschaft                           |
| Yuta Watanabe Arisa Higashino | Badminton      | Mixeddoppel                          |
| Kazuma Kaya | Turnen         | Pauschenpferd                        |
| Mai Murakami | Turnen         | Boden                                |
| Shōhei Yabiku | Ringen         | Griechisch-Römisch, Klasse bis 77 kg |
| Tsukimi Namiki | Boxen          | Fliegengewicht bis 51 kg             |
| Ryōmei Tanaka | Boxen          | Fliegengewicht bis 52 kg             |
| Eiki Takahashi | Leichtathletik | 20 km Gehen                          |
| Akiyo Noguchi | Sportklettern  | Olympische Kombination               |
| Ryūtarō Araga | Karate         | Kumite über 75 kg                    |

## Teilnehmer nach Sportarten

### Badminton
| Athleten                       | Wettbewerb | Gruppenphase                 | Gruppenphase              | Gruppenphase | Gruppenphase | Achtelfinale  | Achtelfinale       | Viertelfinale                        | Viertelfinale             | Halbfinale         | Halbfinale                | Finale                 | Finale             | Rang   |
| Athleten                       | Wettbewerb | Gegner                       | Ergebnis                  | Punkte       | Rang         | Gegner        | Ergebnis           | Gegner                               | Ergebnis                  | Gegner             | Ergebnis                  | Gegner                 | Ergebnis           | Rang   |
| ------------------------------ | ---------- | ---------------------------- | ------------------------- | ------------ | ------------ | ------------- | ------------------ | ------------------------------------ | ------------------------- | ------------------ | ------------------------- | ---------------------- | ------------------ | ------ |
| Frauen                         |            |                              |                           |              |              |               |                    |                                      |                           |                    |                           |                        |                    |        |
| Nozomi Okuhara                 | Einzel     | Y. Li                        | 2:0 (21:17, 21:4)         | 84:43        | 1            | M. Li         | 2:0 (21:9, 21:7)   | He B.                                | 1:2 (21:13, 13:21, 14:21) | ausgeschieden      | ausgeschieden             | ausgeschieden          | ausgeschieden      | 5      |
| Nozomi Okuhara                 | Einzel     | J. Kossezkaja                | 2:0 (21:6, 21:16)         | 84:43        | 1            | M. Li         | 2:0 (21:9, 21:7)   | He B.                                | 1:2 (21:13, 13:21, 14:21) | ausgeschieden      | ausgeschieden             | ausgeschieden          | ausgeschieden      | 5      |
| Akane Yamaguchi                | Einzel     | M. Shahzad                   | 2:0 (21:3, 21:8)          | 84:38        | 1            | Kim G.-e.     | 2:0 (21:17, 21:18) | P. V. Sindhu                         | 0:2 (13:21, 20:22)        | ausgeschieden      | ausgeschieden             | ausgeschieden          | ausgeschieden      | 5      |
| Akane Yamaguchi                | Einzel     | K. Gilmour                   | 2:0 (21:9, 21:18)         | 84:38        | 1            | Kim G.-e.     | 2:0 (21:17, 21:18) | P. V. Sindhu                         | 0:2 (13:21, 20:22)        | ausgeschieden      | ausgeschieden             | ausgeschieden          | ausgeschieden      | 5      |
| Yuki Fukushima Sayaka Hirota   | Doppel     | C. Birch / L. Smith          | 2:0 (21:13, 21:14)        | 152:129      | 2            | —             | —                  | Chen Q. / Jia Y.                     | 1:2 (21:18, 10:21, 10:21) | ausgeschieden      | ausgeschieden             | ausgeschieden          | ausgeschieden      | 5      |
| Yuki Fukushima Sayaka Hirota   | Doppel     | Chow M. K. / Lee M. Y.       | 2:1 (17:21, 21:15, 21:8)  | 152:129      | 2            | —             | —                  | Chen Q. / Jia Y.                     | 1:2 (21:18, 10:21, 10:21) | ausgeschieden      | ausgeschieden             | ausgeschieden          | ausgeschieden      | 5      |
| Yuki Fukushima Sayaka Hirota   | Doppel     | G. Polii / A. Rahayu         | 1:2 (22:24, 21:13, 8:21)  | 152:129      | 2            | —             | —                  | Chen Q. / Jia Y.                     | 1:2 (21:18, 10:21, 10:21) | ausgeschieden      | ausgeschieden             | ausgeschieden          | ausgeschieden      | 5      |
| Mayu Matsumoto Wakana Nagahara | Doppel     | D. Hany / H. Hosny           | 2:0 (21:7, 21:3)          | 143:105      | 1            | —             | —                  | Kim S.-y. / Kong H.-y.               | 1:2 (14:21, 21:14, 26:28) | ausgeschieden      | ausgeschieden             | ausgeschieden          | ausgeschieden      | 5      |
| Mayu Matsumoto Wakana Nagahara | Doppel     | R. Honderich / K. Tsai       | 2:1 (14:21, 21:19, 21:18) | 143:105      | 1            | —             | —                  | Kim S.-y. / Kong H.-y.               | 1:2 (14:21, 21:14, 26:28) | ausgeschieden      | ausgeschieden             | ausgeschieden          | ausgeschieden      | 5      |
| Mayu Matsumoto Wakana Nagahara | Doppel     | S. Piek / C. Seinen          | 2:0 (24:22, 21:15)        | 143:105      | 1            | —             | —                  | Kim S.-y. / Kong H.-y.               | 1:2 (14:21, 21:14, 26:28) | ausgeschieden      | ausgeschieden             | ausgeschieden          | ausgeschieden      | 5      |
| Männer                         |            |                              |                           |              |              |               |                    |                                      |                           |                    |                           |                        |                    |        |
| Kento Momota                   | Einzel     | T. Lam                       | 2:0 (21:12, 21:9)         | 76:63        | 2            | ausgeschieden | ausgeschieden      | ausgeschieden                        | ausgeschieden             | ausgeschieden      | ausgeschieden             | ausgeschieden          | ausgeschieden      | 15     |
| Kento Momota                   | Einzel     | Heo K.-h.                    | 0:2 (15:21, 19:21)        | 76:63        | 2            | ausgeschieden | ausgeschieden      | ausgeschieden                        | ausgeschieden             | ausgeschieden      | ausgeschieden             | ausgeschieden          | ausgeschieden      | 15     |
| Kanta Tsuneyama                | Einzel     | G. Paul                      | 2:0 (21:8, 21:6)          | 84:36        | 1            | A. Ginting    | 0:2 (18:21, 14:21) | ausgeschieden                        | ausgeschieden             | ausgeschieden      | ausgeschieden             | ausgeschieden          | ausgeschieden      | 9      |
| Kanta Tsuneyama                | Einzel     | Y. Coelho                    | 2:0 (21:14, 21:8)         | 84:36        | 1            | A. Ginting    | 0:2 (18:21, 14:21) | ausgeschieden                        | ausgeschieden             | ausgeschieden      | ausgeschieden             | ausgeschieden          | ausgeschieden      | 9      |
| Hiroyuki Endō Yuta Watanabe    | Doppel     | G. Olofua / A. Juwon Opeyori | 2:0 (21:2, 21:7)          | 126:73       | 1            | —             | —                  | Lee Y. / Wang C.-L.                  | 0:2 (16:21, 19:21)        | ausgeschieden      | ausgeschieden             | ausgeschieden          | ausgeschieden      | 5      |
| Hiroyuki Endō Yuta Watanabe    | Doppel     | W. Iwanow / I. Sosonow       | 2:0 (21:19, 21:19)        | 126:73       | 1            | —             | —                  | Lee Y. / Wang C.-L.                  | 0:2 (16:21, 19:21)        | ausgeschieden      | ausgeschieden             | ausgeschieden          | ausgeschieden      | 5      |
| Hiroyuki Endō Yuta Watanabe    | Doppel     | K. Astrup / A. S. Rasmussen  | 2:0 (21:14, 21:12)        | 126:73       | 1            | —             | —                  | Lee Y. / Wang C.-L.                  | 0:2 (16:21, 19:21)        | ausgeschieden      | ausgeschieden             | ausgeschieden          | ausgeschieden      | 5      |
| Takeshi Kamura Keigo Sonoda    | Doppel     | M. Lamsfuß / M. Seidel       | 2:0 (21:13, 21:18)        | 114:77       | 2            | —             | —                  | M. Ahsan / H. Setiawan               | 1:2 (14:21, 21:16, 9:21)  | ausgeschieden      | ausgeschieden             | ausgeschieden          | ausgeschieden      | 5      |
| Takeshi Kamura Keigo Sonoda    | Doppel     | P. Chew / R. Chew            | 2:0 (21:11, 21:3)         | 114:77       | 2            | —             | —                  | M. Ahsan / H. Setiawan               | 1:2 (14:21, 21:16, 9:21)  | ausgeschieden      | ausgeschieden             | ausgeschieden          | ausgeschieden      | 5      |
| Takeshi Kamura Keigo Sonoda    | Doppel     | Li J. / Liu Y.               | 0:2 (14:21, 16:21)        | 114:77       | 2            | —             | —                  | M. Ahsan / H. Setiawan               | 1:2 (14:21, 21:16, 9:21)  | ausgeschieden      | ausgeschieden             | ausgeschieden          | ausgeschieden      | 5      |
| Mixed                          |            |                              |                           |              |              |               |                    |                                      |                           |                    |                           |                        |                    |        |
| Yuta Watanabe Arisa Higashino  | Doppel     | M. Christiansen / A. Bøje    | 2:1 (20:22, 21:11, 21:15) | 146:93       | 1            | —             | —                  | D. Puavaranukroh / S. Taerattanachai | 2:1 (15:21, 21:16, 21:14) | Wang Y. / Huang D. | 1:2 (23:21, 15:21, 14:21) | Tang C. M. / Tse Y. S. | 2:0 (21:17, 23:21) | Bronze |
| Yuta Watanabe Arisa Higashino  | Doppel     | S. Leung / G. Somerville     | 2:0 (21:7, 21:15)         | 146:93       | 1            | —             | —                  | D. Puavaranukroh / S. Taerattanachai | 2:1 (15:21, 21:16, 21:14) | Wang Y. / Huang D. | 1:2 (23:21, 15:21, 14:21) | Tang C. M. / Tse Y. S. | 2:0 (21:17, 23:21) | Bronze |
| Yuta Watanabe Arisa Higashino  | Doppel     | P. Jordan / M. D. Oktavianti | 2:0 (21:13, 21:10)        | 146:93       | 1            | —             | —                  | D. Puavaranukroh / S. Taerattanachai | 2:1 (15:21, 21:16, 21:14) | Wang Y. / Huang D. | 1:2 (23:21, 15:21, 14:21) | Tang C. M. / Tse Y. S. | 2:0 (21:17, 23:21) | Bronze |

### Baseball
| Wettbewerb   | Männer |
| ------------ | --- |
| Athleten     | Munetaka Murakami Kaima Taira Yoshinobu Yamamoto Hiromi Itō Masato Morishita Ryoji Kuribayashi Ryōya Kurihara Seiya Suzuki Kōyō Aoyagi Kensuke Kondō Masataka Yoshida Sōsuke Genda Koudai Senga Takuya Kai Yasuaki Yamasaki Tetsuto Yamada Suguru Iwazaki Ryūtarō Umeno Hideto Asamura Ryosuke Kikuchi Hayato Sakamoto Masahiro Tanaka Yūki Yanagita Yūdai Ōno |
| Trainer      | Makoto Kaneko |
| Gruppenphase | Dominikanische Republik (4:3) Mexiko (7:4) |
| 1. Runde     | Freilos |
| 2. Runde     | Vereinigte Staaten (7:6) |
| Halbfinale   | Südkorea (5:2) |
| Finale       | Vereinigte Staaten (2:0) |
| Platzierung  | Gold |

### Basketball

#### Basketball
| Wettbewerb    | Damen | Herren |
| ------------- | --- | --- |
| Athleten      | Himawari Akaho Saki Hayashi Rui Machida Evelyn Mawuli Saori Miyazaki Yuki Miyazawa Naho Miyoshi Nako Motohashi Moeko Nagaoka Monica Okoye Maki Takada Nanaka Todo | Yūdai Baba Gavin Edwards Rui Hachimura Tenketsu Harimoto Makoto Hiejima Kosuke Kanamaru Avi Schafer Daiki Tanaka Yūki Togashi Leo Vendrame Hugh Watanabe Yūta Watanabe |
| Coach         | Tom Hovasse | Julio Lamas |
| Gruppenphase  | Frankreich (74:70) Vereinigte Staaten (69:86) Nigeria (77:97) | Spanien (77:88) Slowenien (81:116) Argentinien (77:99) |
| Viertelfinale | Belgien (86:85) | ausgeschieden |
| Halbfinale    | Frankreich (87:71) | ausgeschieden |
| Finale        | Vereinigte Staaten (75:90) | ausgeschieden |
| Platzierung   | Silber | 11. Platz |

#### 3×3 Basketball
| Wettbewerb    | Damen | Herren |
| ------------- | --- | --- |
| Athleten      | Stephanie Mawuli Risa Nishioka Mio Shinozaki Mai Yamamoto                                                                | Ira Brown Tomoya Ochiai Keisei Tominaga Ryūto Yasuoka                                                        |
| Coach         | | Torsten Loibl                                                                                                |
| Gruppenphase  | ROC (18:21) Rumänien (20:8) Mongolei (19:10) Frankreich (19:15) China (12:15) Italien (22:10) Vereinigte Staaten (20:18) | Polen (19:20) Belgien (18:16) Niederlande (20:21) Lettland (18:21) Serbien (11:21) ROC (16:19) China (21:16) |
| Viertelfinale | Frankreich (14:16) | Lettland (18:21)                                                                                             |
| Halbfinale    | ausgeschieden | ausgeschieden                                                                                                |
| Finale        | ausgeschieden | ausgeschieden                                                                                                |
| Platzierung   | 5. Platz | 6. Platz |

### Beachvolleyball
| Athleten                            | Gruppenphase          | Gruppenphase              | Gruppenphase | Gruppenphase | Achtelfinale  | Achtelfinale  | Viertelfinale | Viertelfinale | Halbfinale    | Halbfinale    | Finale        | Finale        | Rang |
| Athleten                            | Gegner                | Ergebnis                  | Punkte       | Rang         | Gegner        | Ergebnis      | Gegner        | Ergebnis      | Gegner        | Ergebnis      | Gegner        | Ergebnis      | Rang |
| ----------------------------------- | --------------------- | ------------------------- | ------------ | ------------ | ------------- | ------------- | ------------- | ------------- | ------------- | ------------- | ------------- | ------------- | ---- |
| Frauen                              |                       |                           |              |              |               |               |               |               |               |               |               |               |      |
| Miki Ishii Megumi Murakami          | Hermannová / Sluková  | w.o. (2:0 (21:0, 21:0))   | 4            | 3            | ausgeschieden | ausgeschieden | ausgeschieden | ausgeschieden | ausgeschieden | ausgeschieden | ausgeschieden | ausgeschieden | 17   |
| Miki Ishii Megumi Murakami          | Kozuch / Ludwig       | 0:2 (17:21, 20:22)        | 4            | 3            | ausgeschieden | ausgeschieden | ausgeschieden | ausgeschieden | ausgeschieden | ausgeschieden | ausgeschieden | ausgeschieden | 17   |
| Miki Ishii Megumi Murakami          | Betschart / Hüberli   | 1:2 (21:14, 19:21, 12:15) | 4            | 3            | ausgeschieden | ausgeschieden | ausgeschieden | ausgeschieden | ausgeschieden | ausgeschieden | ausgeschieden | ausgeschieden | 17   |
| Miki Ishii Megumi Murakami          | Liliana / Baquerizo * | 0:2 (15:21, 10:21)        | Play-off     | Play-off     | ausgeschieden | ausgeschieden | ausgeschieden | ausgeschieden | ausgeschieden | ausgeschieden | ausgeschieden | ausgeschieden | 17   |
| Männer                              |                       |                           |              |              |               |               |               |               |               |               |               |               |      |
| Yūsuke Ishijima Katsuhiro Shiratori | Kantor / Łosiak       | 0:2 (15:21, 14:21)        | 3            | 4            | ausgeschieden | ausgeschieden | ausgeschieden | ausgeschieden | ausgeschieden | ausgeschieden | ausgeschieden | ausgeschieden | 19   |
| Yūsuke Ishijima Katsuhiro Shiratori | Nicolai / Lupo        | 0:2 (19:21, 16:21)        | 3            | 4            | ausgeschieden | ausgeschieden | ausgeschieden | ausgeschieden | ausgeschieden | ausgeschieden | ausgeschieden | ausgeschieden | 19   |
| Yūsuke Ishijima Katsuhiro Shiratori | Thole / Wickler       | 0:2 (16:21, 11:21)        | 3            | 4            | ausgeschieden | ausgeschieden | ausgeschieden | ausgeschieden | ausgeschieden | ausgeschieden | ausgeschieden | ausgeschieden | 19   |

* Lucky-Loser-Play-off

### Bogenschießen
| Athleten                                  | Wettbewerb | Qualifikation | Qualifikation | 1. Runde        | 1. Runde | 2. Runde      | 2. Runde      | Achtelfinale  | Achtelfinale  | Viertelfinale      | Viertelfinale | Halbfinale    | Halbfinale    | Finale        | Finale        | Rang   |
| Athleten                                  | Wettbewerb | Ringe         | Rang          | Gegner          | Ergebnis | Gegner        | Ergebnis      | Gegner        | Ergebnis      | Gegner             | Ergebnis      | Gegner        | Ergebnis      | Gegner        | Ergebnis      | Rang   |
| ----------------------------------------- | ---------- | ------------- | ------------- | --------------- | -------- | ------------- | ------------- | ------------- | ------------- | ------------------ | ------------- | ------------- | ------------- | ------------- | ------------- | ------ |
| Frauen                                    |            |               |               |                 |          |               |               |               |               |                    |               |               |               |               |               |        |
| Ren Hayakawa                              | Einzel     | 653           | 16            | Đỗ Thị Ánh N.   | 6:5      | C. Kaufhold   | 6:2           | An S.         | 4:6           | ausgeschieden      | ausgeschieden | ausgeschieden | ausgeschieden | ausgeschieden | ausgeschieden | 9      |
| Miki Nakamura                             | Einzel     | 639           | 31            | M. Horáčková    | 6:2      | Jang M.-h.    | 6:2           | Wu J.         | 1:7           | ausgeschieden      | ausgeschieden | ausgeschieden | ausgeschieden | ausgeschieden | ausgeschieden | 9      |
| Azusa Yamauchi                            | Einzel     | 665           | 7             | B. Urantungalag | 6:2      | H. Marussawa  | 0:6           | ausgeschieden | ausgeschieden | ausgeschieden      | ausgeschieden | ausgeschieden | ausgeschieden | ausgeschieden | ausgeschieden | 17     |
| Ren Hayakawa Miki Nakamura Azusa Yamauchi | Mannschaft | 1957          | 4             | –               | –        | –             | –             | Freilos       | Freilos       | Belarus            | 3:5           | ausgeschieden | ausgeschieden | ausgeschieden | ausgeschieden | 5      |
| Männer                                    |            |               |               |                 |          |               |               |               |               |                    |               |               |               |               |               |        |
| Takaharu Furukawa                         | Einzel     | 649           | 46            | L. Álvarez      | 7:3      | G. Broeksma   | 6:5           | A. Das        | 3:1           | Li J.              | 4:0           | M. Gazoz      | 1:4           | Tang C.-c.    | 4:1           | Bronze |
| Yūki Kawata                               | Einzel     | 661           | 22            | J. De Smedt     | 2:6      | ausgeschieden | ausgeschieden | ausgeschieden | ausgeschieden | ausgeschieden      | ausgeschieden | ausgeschieden | ausgeschieden | ausgeschieden | ausgeschieden | 33     |
| Hiroki Mutō                               | Einzel     | 678           | 5             | I. Shanny       | 3:7      | ausgeschieden | ausgeschieden | ausgeschieden | ausgeschieden | ausgeschieden      | ausgeschieden | ausgeschieden | ausgeschieden | ausgeschieden | ausgeschieden | 33     |
| Takaharu Furukawa Yūki Kawata Hiroki Mutō | Mannschaft | 1988          | 4             | –               | –        | –             | –             | Freilos       | Freilos       | Vereinigte Staaten | 5:1           | Südkorea      | 4:5           | Niederlande   | 5:4           | Bronze |
| Mixed                                     |            |               |               |                 |          |               |               |               |               |                    |               |               |               |               |               |        |
| Hiroki Mutō Azusa Yamauchi                | Mannschaft | 1343          | 3             | –               | –        | –             | –             | Frankreich    | 3:5           | ausgeschieden      | ausgeschieden | ausgeschieden | ausgeschieden | ausgeschieden | ausgeschieden | 9      |

### Boxen
| Athleten          | Wettbewerb               | 1. Runde         | 1. Runde | Achtelfinale  | Achtelfinale     | Viertelfinale | Viertelfinale | Halbfinale     | Halbfinale    | Finale        | Finale        | Rang   |
| Athleten          | Wettbewerb               | Gegner           | Ergebnis | Gegner        | Ergebnis         | Gegner        | Ergebnis      | Gegner         | Ergebnis      | Gegner        | Ergebnis      | Rang   |
| ----------------- | ------------------------ | ---------------- | -------- | ------------- | ---------------- | ------------- | ------------- | -------------- | ------------- | ------------- | ------------- | ------ |
| Frauen            |                          |                  |          |               |                  |               |               |                |               |               |               |        |
| Tsukimi Namiki    | Fliegengewicht bis 51 kg | C. Nanziri       | 5:0      | G. Sousa      | 5:0              | I. Valencia   | 5:0           | S. Krastewa    | 0:5           | ausgeschieden | ausgeschieden | Bronze |
| Sena Irie         | Federgewicht bis 57 kg   | Y. Solorzano     | 5:0      | K. Hlimi      | 5:0              | M. C. Nechita | 3:2           | K. Artingstall | 3:2           | N. Petecio    | 5:0           | Gold   |
| Männer            |                          |                  |          |               |                  |               |               |                |               |               |               |        |
| Ryōmei Tanaka     | Fliegengewicht bis 52 kg | Y. Finol         | 5:0      | Hu J.         | 3:1              | Y. Martínez   | 4:1           | C. Paalam      | 0:5           | ausgeschieden | ausgeschieden | Bronze |
| Daisuke Narimatsu | Leichtgewicht bis 63 kg  | F. Mbaya Mulumba | 5:0      | S. Safiullin  | nicht angetreten | ausgeschieden | ausgeschieden | ausgeschieden  | ausgeschieden | ausgeschieden | ausgeschieden | 9      |
| Sewon Okazawa     | Weltergewicht bis 69 kg  | V. Yadav         | 5:0      | R. Iglesias   | 2:3              | ausgeschieden | ausgeschieden | ausgeschieden  | ausgeschieden | ausgeschieden | ausgeschieden | 9      |
| Yuito Moriwaki    | Mittelgewicht bis 75 kg  | S. Mousavi       | 3:2      | O. Chyschnjak | 0:5              | ausgeschieden | ausgeschieden | ausgeschieden  | ausgeschieden | ausgeschieden | ausgeschieden | 9      |

### Fechten
| Athleten                                                      | Wettbewerb         | 1. Runde      | 1. Runde | 2. Runde      | 2. Runde      | Achtelfinale       | Achtelfinale  | Viertelfinale      | Viertelfinale | Halbfinale / Klassifikation | Halbfinale / Klassifikation | Finale / Platzierung | Finale / Platzierung | Rang |
| Athleten                                                      | Wettbewerb         | Gegner        | Ergebnis | Gegner        | Ergebnis      | Gegner             | Ergebnis      | Gegner             | Ergebnis      | Gegner                      | Ergebnis                    | Gegner               | Ergebnis             | Rang |
| ------------------------------------------------------------- | ------------------ | ------------- | -------- | ------------- | ------------- | ------------------ | ------------- | ------------------ | ------------- | --------------------------- | --------------------------- | -------------------- | -------------------- | ---- |
| Frauen                                                        |                    |               |          |               |               |                    |               |                    |               |                             |                             |                      |                      |      |
| Nozomi Satō                                                   | Degen Einzel       | Freilos       | Freilos  | Kang Y.-m.    | 15:14         | J. Beljajeva       | 10:15         | ausgeschieden      | ausgeschieden | ausgeschieden               | ausgeschieden               | ausgeschieden        | ausgeschieden        | 9    |
| Sera Azuma                                                    | Florett Einzel     | Freilos       | Freilos  | K. Ryan       | 11:12         | ausgeschieden      | ausgeschieden | ausgeschieden      | ausgeschieden | ausgeschieden               | ausgeschieden               | ausgeschieden        | ausgeschieden        | 17   |
| Yūka Ueno                                                     | Florett Einzel     | Freilos       | Freilos  | N. Mohamed    | 15:5          | N. Ross            | 15:9          | L. Kiefer          | 11:15         | ausgeschieden               | ausgeschieden               | ausgeschieden        | ausgeschieden        | 5    |
| Rio Azuma                                                     | Florett Einzel     | Freilos       | Freilos  | Jeon H.-s.    | 10:11         | ausgeschieden      | ausgeschieden | ausgeschieden      | ausgeschieden | ausgeschieden               | ausgeschieden               | ausgeschieden        | ausgeschieden        | 17   |
| Sera Azuma Yūka Ueno Rio Azuma Sumire Tsuji                   | Florett Mannschaft | –             | –        | –             | –             |                    |               | Vereinigte Staaten | 36:45         | Ägypten                     | 45:27                       | Kanada               | 31:45                | 6    |
| Misaki Emura                                                  | Säbel Einzel       | Freilos       | Freilos  | T. Gkountoura | 15:8          | M. Brunet          | 12:15         | ausgeschieden      | ausgeschieden | ausgeschieden               | ausgeschieden               | ausgeschieden        | ausgeschieden        | 9    |
| Chika Aoki                                                    | Säbel Einzel       | Z. Dayibekova | 9:15     | ausgeschieden | ausgeschieden | ausgeschieden      | ausgeschieden | ausgeschieden      | ausgeschieden | ausgeschieden               | ausgeschieden               | ausgeschieden        | ausgeschieden        | 33   |
| Norika Tamura                                                 | Säbel Einzel       | Freilos       | Freilos  | Qian J.       | 8:15          | ausgeschieden      | ausgeschieden | ausgeschieden      | ausgeschieden | ausgeschieden               | ausgeschieden               | ausgeschieden        | ausgeschieden        | 17   |
| Misaki Emura Chika Aoki Norika Tamura Shihomi Fukushima       | Säbel Mannschaft   | –             | –        | –             | –             | Tunesien           | 45:29         | ROC                | 34:45         | Ungarn                      | 45:42                       | Vereinigte Staaten   | 45:43                | 5    |
| Männer                                                        |                    |               |          |               |               |                    |               |                    |               |                             |                             |                      |                      |      |
| Masaru Yamada                                                 | Degen Einzel       | Freilos       | Freilos  | R. Petrov     | 15:13         | R. Kurbanow        | 15:8          | A. Santarelli      | 13:15         | ausgeschieden               | ausgeschieden               | ausgeschieden        | ausgeschieden        | 5    |
| Kazuyasu Minobe                                               | Degen Einzel       | Freilos       | Freilos  | J. Jurka      | 15:14         | Park S.-y.         | 6:15          | ausgeschieden      | ausgeschieden | ausgeschieden               | ausgeschieden               | ausgeschieden        | ausgeschieden        | 9    |
| Kōki Kanō                                                     | Degen Einzel       | Freilos       | Freilos  | E. Garozzo    | 15:12         | S. Bida            | 12:15         | ausgeschieden      | ausgeschieden | ausgeschieden               | ausgeschieden               | ausgeschieden        | ausgeschieden        | 9    |
| Masaru Yamada Kazuyasu Minobe Kōki Kanō Satoru Uyama          | Degen Mannschaft   | –             | –        | –             | –             | Vereinigte Staaten | 45:39         | Frankreich         | 45:44         | Südkorea                    | 45:38                       | ROC                  | 45:36                | Gold |
| Takahiro Shikine                                              | Florett Einzel     | Freilos       | Freilos  | M. Samandi    | 15:4          | R. Choi            | 15:6          | A. Abouelkassem    | 15:13         | D. Garozzo                  | 9:15                        | A. Choupenitch       | 8:15                 | 4    |
| Toshiya Saitō                                                 | Florett Einzel     | Freilos       | Freilos  | G. Toldo      | 15:10         | E. Lefort          | 4:15          | ausgeschieden      | ausgeschieden | ausgeschieden               | ausgeschieden               | ausgeschieden        | ausgeschieden        | 9    |
| Kyōsuke Matsuyama                                             | Florett Einzel     | Freilos       | Freilos  | M. Pauty      | 15:7          | D. Garozzo         | 14:15         | ausgeschieden      | ausgeschieden | ausgeschieden               | ausgeschieden               | ausgeschieden        | ausgeschieden        | 9    |
| Takahiro Shikine Toshiya Saitō Kyōsuke Matsuyama Yūdai Nagano | Florett Mannschaft | –             | –        | –             | –             | Freilos            | Freilos       | Italien            | 45:43         | Frankreich                  | 42:45                       | Vereinigte Staaten   | 31:45                | 4    |
| Kento Yoshida                                                 | Säbel Einzel       | J. Quintero   | 13:15    | ausgeschieden | ausgeschieden | ausgeschieden      | ausgeschieden | ausgeschieden      | ausgeschieden | ausgeschieden               | ausgeschieden               | ausgeschieden        | ausgeschieden        | 33   |
| Kaito Streets                                                 | Säbel Einzel       | A. Bounabi    | 15:9     | E. Dershwitz  | 9:15          | ausgeschieden      | ausgeschieden | ausgeschieden      | ausgeschieden | ausgeschieden               | ausgeschieden               | ausgeschieden        | ausgeschieden        | 17   |
| Tomohiro Shimamura                                            | Säbel Einzel       | A. Mackiewicz | 13:15    | ausgeschieden | ausgeschieden | ausgeschieden      | ausgeschieden | ausgeschieden      | ausgeschieden | ausgeschieden               | ausgeschieden               | ausgeschieden        | ausgeschieden        | 33   |
| Kento Yoshida Kaito Streets Tomohiro Shimamura Kenta Tokunan  | Säbel Mannschaft   | –             | –        | –             | –             | Ägypten            | 32:45         | ausgeschieden      | ausgeschieden | ausgeschieden               | ausgeschieden               | ausgeschieden        | ausgeschieden        | 9    |

### Fußball
| Wettbewerb      | Frauen (Spiele/Tore) | Männer (Spiele/Tore) |
| --------------- | --- | --- |
| Athleten        | Jun Endō (4/0) Yui Hasegawa (4/0) Sakiko Ikeda (1/0) Mana Iwabuchi (4/1) Nanami Kitamura (3/0) Saki Kumagai (4/0) Moeka Minami (3/0) Narumi Miura (4/0) Asato Miyagawa (2/0) Yūka Momiki (2/0) Emi Nakajima (4/0) Risa Shimizu (4/0) Yuzuho Shiokoshi (2/0) Yuika Sugasawa (2/0) Hina Sugita (4/0) Saori Takarada (1/0) Mina Tanaka (4/2) Ayaka Yamashita (3/0) | Ritsu Dōan (6/1) Wataru Endō (6/0) Daiki Hashioka (4/0) Reo Hatate (5/0) Kō Itakura (6/0) Takefusa Kubo (6/3) Daizen Maeda (3/1) Kaoru Mitoma (3/1) Kōji Miyoshi (5/1) Yūta Nakayama (6/0) Keisuke Ōsako Hiroki Sakai (5/1) Yūki Sōma (6/0) Ao Tanaka (6/0) Kōsei Tani (6/0) Takehiro Tomiyasu (3/0) Ayase Ueda (6/0) Maya Yoshida (6/0) |
| Trainer         | Asako Takakura | Hajime Moriyasu |
| P-Akkreditierte | Honoka Hayashi (3/0) Chika Hirao Momoka Kinoshita (1/0) Shiori Miyake | Daichi Hayashi (5/0) Kōki Machida (1/0) Ayumu Seko Zion Suzuki |
| Gruppenphase    | Kanada (1:1) Großbritannien (0:1) Chile (1:0) | Südafrika (1:0) Mexiko (2:1) Frankreich (4:0) |
| Viertelfinale   | Schweden (1:3) | Neuseeland (0:0; 4:2 i. E.) |
| Halbfinale      | ausgeschieden | Spanien (0:1) |
| Spiel um Bronze | ausgeschieden | Mexiko (1:3) |
| Platzierung     | 8. Platz | 4. Platz |

### Gewichtheben
| Athleten          | Wettbewerb                    | Reißen  | Reißen | Stoßen                | Stoßen                | Zweikampf | Zweikampf | Rang   |
| Athleten          | Wettbewerb                    | Gewicht | Rang   | Gewicht               | Rang                  | Gewicht   | Rang      | Rang   |
| ----------------- | ----------------------------- | ------- | ------ | --------------------- | --------------------- | --------- | --------- | ------ |
| Frauen            |                               |         |        |                       |                       |           |           |        |
| Hiromi Miyake     | Bantamgewicht bis 49 kg       | 74 kg   | 11     | ohne gültigen Versuch | ohne gültigen Versuch | —         | —         | —      |
| Kanae Yagi        | Federgewicht bis 55 kg        | 81 kg   | 12     | 102 kg                | 11                    | 183 kg    | 11        | 11     |
| Mikiko Andō       | Leichtgewicht bis 59 kg       | 94 kg   | 6      | 120 kg                | 3                     | 214 kg    | 3         | Bronze |
| Männer            |                               |         |        |                       |                       |           |           |        |
| Yōichi Itokazu    | Bantamgewicht bis 61 kg       | 133 kg  | 3      | 159 kg                | 4                     | 292 kg    | 4         | 4      |
| Mitsunori Konnai  | Federgewicht bis 67 kg        | 135 kg  | 11     | 172 kg                | 6                     | 307 kg    | 7         | 7      |
| Masanori Miyamoto | Leichtgewicht bis 73 kg       | 147 kg  | 8      | 188 kg                | 5                     | 335 kg    | 7         | 7      |
| Toshiki Yamamoto  | Mittelschwergewicht bis 96 kg | 168 kg  | 7      | ohne gültigen Versuch | ohne gültigen Versuch | —         | —         | —      |

### Golf
| Athleten         | Runde 1 | Runde 2 | Runde 3 | Runde 4 | Gesamt | Par | Rang   |
| ---------------- | ------- | ------- | ------- | ------- | ------ | --- | ------ |
| Frauen           |         |         |         |         |        |     |        |
| Nasa Hataoka     | 70      | 68      | 67      | 69      | 274    | −10 | T9     |
| Mone Inami       | 70      | 65      | 68      | 65      | 268    | −16 | Silber |
| Männer           |         |         |         |         |        |     |        |
| Rikuya Hoshino   | 71      | 68      | 73      | 66      | 278    | −6  | T38    |
| Hideki Matsuyama | 69      | 64      | 67      | 69      | 269    | −15 | T4     |

### Handball
| Wettbewerb    | Frauen | Männer (Spiele/Tore) |
| ------------- | --- | --- |
| Athleten      | Kaho Sunami (2/2) Yui Sunami (5/6) Sayo Shiota (5/0) Aya Yokoshima (3/9) Mana Horikawa (2/6) Minami Itano (5/0) Yuki Tanabe (4/8) Ayaka Ikehara (5/13) Nozomi Hara (5/17) Mana Ōyama (4/9) Haruno Sasaki (5/9) Shiori Nagata (5/0) Sakura Kametani (5/1) Maharu Kondō (5/14) Shio Fujii (5/22) Mayuko Ishitate (5/8) | Naoki Sugioka (4/1) Yuta Iwashita (5/0) Kenya Kasahara (5/9) Adam Yuki Baig (5/14) Kohei Narita (5/2) Shinnosuke Tokuda (5/14) Jin Watanabe (5/14) Remi Anri Doi (5/14) Motoki Sakai (5/1) Hiroki Motoki (5/26) Tatsuki Yoshino (5/19) Yūto Agarie (3/9) Kōtarō Mizumachi (5/10) Rennosuke Tokuda (3/6) Shūichi Yoshida (5/7) |
| Trainer       | Ulrik Kirkely | Dagur Sigurðsson |
| Gruppenphase  | Niederlande (21:32) Montenegro (29:26) Südkorea (24:27) Angola (25:28) Norwegen (25:37) | Dänemark (30:47) Schweden (26:28) Ägypten (29:33) Bahrain (30:32) Portugal (31:30) |
| Viertelfinale | ausgeschieden | ausgeschieden |
| Halbfinale    | ausgeschieden | ausgeschieden |
| Finale        | ausgeschieden | ausgeschieden |
| Platzierung   | 12. Platz | 11. Platz |

### Hockey
| Wettbewerb    | Frauen (Spiele/Tore) | Männer (Spiele/Tore) |
| ------------- | --- | --- |
| Athleten      | Kimika Hoshi (5/0) Natsuha Matsumoto (5/0) Yu Asai (5/0) Yukari Mano (5/0) Yuri Nagai (5/1) Hazuki Nagai (5/1) Shihori Oikawa (5/1) Kana Nomura (4/1) Miki Kozuka (5/0) Maho Segawa (5/0) Aki Yamada (4/0) Emi Nishikōri (5/0) Kanon Mori (5/2) Mai Toriyama (5/0) Sakurako Omoto (5/0) (TW) Sakiyo Asano (5/0) Aki Mitsuhashi (1/0) Kaho Tanaka (1/0) | Koji Yamasaki (5/1) Genki Mitani (5/0) Seren Tanaka (5/0) Hiromasa Ochiai (5/0) Kazuma Murata (5/1) Kenta Tanaka (5/5) Kenji Kitazato (4/0) Yūma Nagai (4/0) Manabu Yamashita (5/0) Kaito Tanaka (4/0) Ken Nagayoshi (2/0) Kentarō Fukuda (1/0) Masaki Ōhashi (5/0) Shōta Yamada (5/0) Hirotaka Zendana (5/1) (TW) Takashi Yoshikawa (5/0) Kōta Watanabe (5/1) Yoshiki Kirishita (5/1) |
| Trainer       | Javier Arnau | Siegfried Aikman |
| Gruppenphase  | China (3:4) Neuseeland (1:2) Australien (0:1) Argentinien (1:2) Spanien (1:4) | Australien (3:5) Argentinien (1:2) Neuseeland (2:2) Spanien (1:4) Indien (3:5) |
| Viertelfinale | ausgeschieden | ausgeschieden |
| Halbfinale    | ausgeschieden | ausgeschieden |
| Finale        | ausgeschieden | ausgeschieden |
| Platzierung   | 11. Platz | 11. Platz |

### Judo
| Athleten | Wettbewerb  | 1. Runde    | 1. Runde | 2. Runde    | 2. Runde | Achtelfinale    | Achtelfinale | Viertelfinale    | Viertelfinale | Halbfinale / Trostrunde | Halbfinale / Trostrunde | Finale / Platz 3     | Finale / Platz 3 | Rang   |
| Athleten | Wettbewerb  | Gegner      | Ergebnis | Gegner      | Ergebnis | Gegner          | Ergebnis     | Gegner           | Ergebnis      | Gegner                  | Ergebnis                | Gegner               | Ergebnis         | Rang   |
| --- | ----------- | ----------- | -------- | ----------- | -------- | --------------- | ------------ | ---------------- | ------------- | ----------------------- | ----------------------- | -------------------- | ---------------- | ------ |
| Frauen |             |             |          |             |          |                 |              |                  |               |                         |                         |                      |                  |        |
| Funa Tonaki | bis 48 kg   | Freilos     | Freilos  | —           | —        | É. Csernoviczki | 10:0         | P. Pareto        | 10s1:0        | D. Bilodid              | 10s2:0s1                | D. Krasniqi          | 0:1              | Silber |
| Uta Abe | bis 52 kg   | Freilos     | Freilos  | —           | —        | L. Pimenta      | 10:0s1       | C. Giles         | 1s1:0         | O. Giuffrida            | 1s1:0s2                 | A. Buchard           | 10s1:0           | Gold   |
| Tsukasa Yoshida | bis 57 kg   | Freilos     | Freilos  | —           | —        | Lu T.           | 10s1:0s1     | T. Nelson-Levy   | 1:0s1         | N. Gjakova              | 0:1s1                   | E. Liparteliani      | 10s1:0           | Bronze |
| Miku Tashiro | bis 63 kg   | L. Renshall | 1:0s2    | —           | —        | A. Ozdoba-Blach | 0s1:0s1      | ausgeschieden    | ausgeschieden | ausgeschieden           | ausgeschieden           | ausgeschieden        | ausgeschieden    | 9      |
| Chizuru Arai | bis 70 kg   | Freilos     | Freilos  | —           | —        | M. Pérez        | 10s1:0       | G. Scoccimarro   | 10:0          | M. Taimazova            | 10s1:0s2                | M. Polleres          | 1:0s1            | Gold   |
| Shori Hamada | bis 78 kg   | Freilos     | Freilos  | —           | —        | B. Pacut        | 10:0         | A. Babinzewa     | 11s2:0s2      | A.-M. Wagner            | 10s1:0                  | M. Malonga           | 10:0             | Gold   |
| Akira Sone | über 78 kg  | Freilos     | Freilos  | —           | —        | R. Hershko      | 11:0         | K. Sayit         | 10:0s1        | İ. Kindzerskaya         | 10:0s1                  | I. Ortíz             | 10s1:0s3         | Gold   |
| Männer |             |             |          |             |          |                 |              |                  |               |                         |                         |                      |                  |        |
| Naohisa Takato | bis 60 kg   | Freilos     | Freilos  | —           | —        | J. Verstraeten  | 10:0s2       | L. Tschchwimiani | 10s1:0s3      | J. Smetow               | 1s2:0s2                 | Yang Y-w.            | 10s1:0s3         | Gold   |
| Hifumi Abe | bis 66 kg   | Freilos     | Freilos  | —           | —        | K. Le Blouch    | 10:0s2       | J. Baschüü       | 1:0s2         | D. Cargnin              | 10:0                    | W. Margwelaschwili   | 1:0              | Gold   |
| Shōhei Ōno | bis 73 kg   | Freilos     | Freilos  | A. Raicu    | 10:0     | B. Çiloğlu      | 10s1:0       | R. Orucov        | 10s1:0        | T.-O. Tsogtbaatar       | 1s1:0s2                 | L. Schawdatuaschwili | 1s2:0s1          | Gold   |
| Takanori Nagase | bis 81 kg   | Freilos     | Freilos  | V. Albayrak | 10s2:0s3 | C. Parlati      | 10s2:0s2     | D. Ressel        | 1s2:0         | M. Casse                | 1s1:0s2                 | S. Mollaei           | 1s1:0            | Gold   |
| Shoichiro Mukai | bis 90 kg   | Freilos     | Freilos  | R. Feuillet | 10:0     | K. Tóth         | 0s1:10s1     | ausgeschieden    | ausgeschieden | ausgeschieden           | ausgeschieden           | ausgeschieden        | ausgeschieden    | 9      |
| Aaron Wolf | bis 100 kg  | Freilos     | Freilos  | —           | —        | M. Xurramov     | 10:0         | P. Paltchik      | 1s1:0s1       | W. Liparteliani         | 1s1:0s1                 | Cho G.-h.            | 10s2:0s2         | Gold   |
| Hisayoshi Harasawa | über 100 kg | Freilos     | Freilos  | —           | —        | Kim M.-j.       | 1s2:0s1      | J. Chammo        | 10s1:0s1      | L. Krpálek              | 0s1:1s1                 | T. Riner             | 0s3:10s1         | 5      |
| Mixed |             |             |          |             |          |                 |              |                  |               |                         |                         |                      |                  |        |
| Uta Abe Tsukasa Yoshida Chizuru Arai Miku Tashiro Shori Hamada Akira Sone Hifumi Abe Shōhei Ōno Shoichiro Mukai Takanori Nagase Hisayoshi Harasawa Aaron Wolf | Mixed Team  | —           | —        | —           | —        | Freilos         | Freilos      | Deutschland      | 4:2           | ROC                     | 4:0                     | Frankreich           | 1:4              | Silber |

### Kanu

#### Kanurennsport
| Athleten                                                          | Wettbewerb | Vorlauf      | Vorlauf | Viertelfinale | Viertelfinale | Halbfinale    | Halbfinale    | A/B-Finale    | A/B-Finale    | Rang |
| Athleten                                                          | Wettbewerb | Zeit         | Rang    | Zeit          | Rang          | Zeit          | Rang          | Zeit          | Rang          | Rang |
| ----------------------------------------------------------------- | ---------- | ------------ | ------- | ------------- | ------------- | ------------- | ------------- | ------------- | ------------- | ---- |
| Frauen                                                            |            |              |         |               |               |               |               |               |               |      |
| Teruko Kiriake                                                    | C-1 200 m  | 50,326 s     | 6       | 49,413 s      | 8             | ausgeschieden | ausgeschieden | ausgeschieden | ausgeschieden | 30   |
| Manaka Kubota                                                     | C-1 200 m  | 50,608 s     | 7       | 49,769 s      | 6             | ausgeschieden | ausgeschieden | ausgeschieden | ausgeschieden | 31   |
| Teruko Kiriake Manaka Kubota                                      | C-2 500 m  | 2:16,791 min | 7       | 2:08,849 min  | 5             | —             | —             | 2:06,196 min  | 6             | 14   |
| Yuka Ono                                                          | K-1 200 m  | 45,251 s     | 7       | 45,610 s      | 7             | ausgeschieden | ausgeschieden | ausgeschieden | ausgeschieden | 28   |
| Männer                                                            |            |              |         |               |               |               |               |               |               |      |
| Takanori Tōme                                                     | C-1 1000 m | 4:37,208 min | 7       | 4:38,546 min  | 6             | ausgeschieden | ausgeschieden | ausgeschieden | ausgeschieden | 29   |
| Momotarō Matsushita                                               | K-1 200 m  | 36,132 s     | 5       | 35,540 s      | 2             | 37,096 s      | 8             | 37,250 s      | 8             | 16   |
| Hiroki Fujishima Momotarō Matsushita Yūsuke Miyata Keiji Mizumoto | K-4 500 m  | 1:32,295 min | 6       | 1:28,211 min  | 7             | ausgeschieden | ausgeschieden | ausgeschieden | ausgeschieden | 11   |

#### Kanuslalom
| Athleten      | Wettbewerb | Vorlauf  | Vorlauf | Halbfinale    | Halbfinale    | Finale        | Finale        | Rang |
| Athleten      | Wettbewerb | Zeit     | Rang    | Zeit          | Rang          | Zeit          | Rang          | Rang |
| ------------- | ---------- | -------- | ------- | ------------- | ------------- | ------------- | ------------- | ---- |
| Frauen        |            |          |         |               |               |               |               |      |
| Ayano Satō    | C-1        | 151,03 s | 20      | ausgeschieden | ausgeschieden | ausgeschieden | ausgeschieden | 29   |
| Aki Yazawa    | K-1        | 127,91 s | 22      | 124,73 s      | 19            | ausgeschieden | ausgeschieden | 19   |
| Männer        |            |          |         |               |               |               |               |      |
| Takuya Haneda | C-1        | 105,15 s | 13      | 107,82 s      | 10            | 109,30 s      | 10            | 10   |
| Kazuya Adachi | K-1        | 92,09 s  | 6       | 101,60 s      | 16            | ausgeschieden | ausgeschieden | 16   |

### Karate

#### Kata
| Athleten      | Wettbewerb | Ausscheidungsrunde | Ausscheidungsrunde | Platzierungsrunde | Platzierungsrunde | Kampf um Gold / Bronze | Kampf um Gold / Bronze | Kampf um Gold / Bronze | Rang   |
| Athleten      | Wettbewerb | Punkte             | Rang               | Punkte            | Rang              | Gegner                 | Punkte                 | Rang                   | Rang   |
| ------------- | ---------- | ------------------ | ------------------ | ----------------- | ----------------- | ---------------------- | ---------------------- | ---------------------- | ------ |
| Frauen        |            |                    |                    |                   |                   |                        |                        |                        |        |
| Kiyou Shimizu | Kata       | 27,70              | 1                  | 27,86             | 1                 | S. Sánchez             | 27,88                  | 2                      | Silber |
| Männer        |            |                    |                    |                   |                   |                        |                        |                        |        |
| Ryō Kiyuna    | Kata       | 28,33              | 1                  | 28,72             | 1                 | D. Quintero            | 28,72                  | 1                      | Gold   |

#### Kumite
| Athleten      | Wettbewerb        | Gruppenphase | Gruppenphase | Halbfinale    | Halbfinale    | Finale        | Finale        | Rang   |
| Athleten      | Wettbewerb        | Punkte       | Rang         | Gegner        | Ergebnis      | Gegner        | Ergebnis      | Rang   |
| ------------- | ----------------- | ------------ | ------------ | ------------- | ------------- | ------------- | ------------- | ------ |
| Frauen        |                   |              |              |               |               |               |               |        |
| Miho Miyahara | Kumite bis 55 kg  | 4            | 3            | ausgeschieden | ausgeschieden | ausgeschieden | ausgeschieden | 5      |
| Mayumi Someya | Kumite bis 61 kg  | 2            | 4            | ausgeschieden | ausgeschieden | ausgeschieden | ausgeschieden | 7      |
| Ayumi Uekusa  | Kumite über 61 kg | 4            | 4            | ausgeschieden | ausgeschieden | ausgeschieden | ausgeschieden | 7      |
| Männer        |                   |              |              |               |               |               |               |        |
| Naoto Sagō    | Kumite bis 67 kg  | 2            | 4            | ausgeschieden | ausgeschieden | ausgeschieden | ausgeschieden | 7      |
| Ken Nishimura | Kumite bis 75 kg  | 4            | 3            | ausgeschieden | ausgeschieden | ausgeschieden | ausgeschieden | 5      |
| Ryūtarō Araga | Kumite über 75 kg | 6            | 1            | T. Hamedi     | 0:2           | ausgeschieden | ausgeschieden | Bronze |

### Leichtathletik
Laufen und Gehen 
| Athleten                                                         | Wettbewerb       | 1. Runde     | 1. Runde | Halbfinale    | Halbfinale    | Finale        | Finale        | Rang          |
| Athleten                                                         | Wettbewerb       | Zeit         | Rang     | Zeit          | Rang          | Zeit          | Rang          | Rang          |
| ---------------------------------------------------------------- | ---------------- | ------------ | -------- | ------------- | ------------- | ------------- | ------------- | ------------- |
| Frauen                                                           |                  |              |          |               |               |               |               |               |
| Nozomi Tanaka                                                    | 1500 m           | 4:02,33 min  | 4        | 3:59,19 min   | 5             | 3:59,95 min   | 8             | 8             |
| Ran Urabe                                                        | 1500 m           | 4:07,90 min  | 9        | ausgeschieden | ausgeschieden | ausgeschieden | ausgeschieden | ausgeschieden |
| Kaede Hagitani                                                   | 5000 m           | 15:04,95 min | 12       | —             | —             | ausgeschieden | ausgeschieden | ausgeschieden |
| Ririka Hironaka                                                  | 5000 m           | 14:55,87 min | 9        | —             | —             | 14:52,84 min  | 9             | 9             |
| Nozomi Tanaka                                                    | 5000 m           | 14:59,93 min | 6        | —             | —             | ausgeschieden | ausgeschieden | ausgeschieden |
| Yuka Andō                                                        | 10.000 m         | —            | —        | —             | —             | 32:40,77 min  | 22            | 22            |
| Ririka Hironaka                                                  | 10.000 m         | —            | —        | —             | —             | 31:00,71 min  | 7             | 7             |
| Hitomi Niiya                                                     | 10.000 m         | —            | —        | —             | —             | 32:23,87 min  | 21            | 21            |
| Masumi Aoki                                                      | 100 m Hürden     | 13,59 s      | 7        | ausgeschieden | ausgeschieden | ausgeschieden | ausgeschieden | ausgeschieden |
| Ayako Kimura                                                     | 100 m Hürden     | 13,25 s      | 7        | ausgeschieden | ausgeschieden | ausgeschieden | ausgeschieden | ausgeschieden |
| Asuka Terada                                                     | 100 m Hürden     | 12,95 s      | 5        | 13,06 s       | 6             | ausgeschieden | ausgeschieden | ausgeschieden |
| Yuno Yamanaka                                                    | 3000 m Hindernis | 9:43,83 min  | 10       | —             | —             | ausgeschieden | ausgeschieden | ausgeschieden |
| Mao Ichiyama                                                     | Marathon         | —            | —        | —             | —             | 2:30:13 h     | 8             | 8             |
| Honami Maeda                                                     | Marathon         | —            | —        | —             | —             | 2:35:28 h     | 33            | 33            |
| Ayuko Suzuki                                                     | Marathon         | —            | —        | —             | —             | 2:33:14 h     | 19            | 19            |
| Nanako Fujii                                                     | 20 km Gehen      | —            | —        | —             | —             | 1:31:55 h     | 13            | 13            |
| Kaori Kawazoe                                                    | 20 km Gehen      | —            | —        | —             | —             | 1:39:31 h     | 40            | 40            |
| Kumiko Okada                                                     | 20 km Gehen      | —            | —        | —             | —             | 1:31:57 h     | 15            | 15            |
| Hanae Aoyama Yu Ishikawa Mei Kodama Remi Tsuruta Ami Saito       | 4 × 100 m        | 43,44 s      | 7        | —             | —             | ausgeschieden | ausgeschieden | ausgeschieden |
| Männer                                                           |                  |              |          |               |               |               |               |               |
| Yūki Koike                                                       | 100 m            | 10,22 s      | 4        | ausgeschieden | ausgeschieden | ausgeschieden | ausgeschieden | ausgeschieden |
| Shūhei Tada                                                      | 100 m            | 10,22 s      | 6        | ausgeschieden | ausgeschieden | ausgeschieden | ausgeschieden | ausgeschieden |
| Ryōta Yamagata                                                   | 100 m            | 10,15 s      | 4        | ausgeschieden | ausgeschieden | ausgeschieden | ausgeschieden | ausgeschieden |
| Abdul Hakim Sani Brown                                           | 200 m            | 21,41 s      | 6        | ausgeschieden | ausgeschieden | ausgeschieden | ausgeschieden | ausgeschieden |
| Shōta Iizuka                                                     | 200 m            | 21,02 s      | 6        | ausgeschieden | ausgeschieden | ausgeschieden | ausgeschieden | ausgeschieden |
| Jun Yamashita                                                    | 200 m            | 20,78 s      | 5        | ausgeschieden | ausgeschieden | ausgeschieden | ausgeschieden | ausgeschieden |
| Julian Walsh                                                     | 400 m            | 46,57 s      | 6        | ausgeschieden | ausgeschieden | ausgeschieden | ausgeschieden | ausgeschieden |
| Yūta Bandō                                                       | 5000 m           | 14:05,80 min | 17       | —             | —             | ausgeschieden | ausgeschieden | ausgeschieden |
| Hiroki Matsueda                                                  | 5000 m           | 14:15,54 min | 18       | —             | —             | ausgeschieden | ausgeschieden | ausgeschieden |
| Akira Aizawa                                                     | 10.000 m         | —            | —        | —             | —             | 28:18,37 min  | 17            | 17            |
| Tatsuhiko Itō                                                    | 10.000 m         | —            | —        | —             | —             | 29:01,31 min  | 22            | 22            |
| Shunsuke Izumiya                                                 | 110 m Hürden     | 13,28 s      | 2        | 13,35 s       | 3             | ausgeschieden | ausgeschieden | ausgeschieden |
| Taiō Kanai                                                       | 110 m Hürden     | 13,41 s      | 3        | 26,11 s       | 8             | ausgeschieden | ausgeschieden | ausgeschieden |
| Shunta Takayama                                                  | 110 m Hürden     | 13,98 s      | 6        | ausgeschieden | ausgeschieden | ausgeschieden | ausgeschieden | ausgeschieden |
| Takatoshi Abe                                                    | 400 m Hürden     | 49,98 s      | 6        | ausgeschieden | ausgeschieden | ausgeschieden | ausgeschieden | ausgeschieden |
| Kazuki Kurokawa                                                  | 400 m Hürden     | 50,30 s      | 6        | ausgeschieden | ausgeschieden | ausgeschieden | ausgeschieden | ausgeschieden |
| Hiromu Yamauchi                                                  | 400 m Hürden     | 49,21 s      | 3        | 49,35 s       | 6             | ausgeschieden | ausgeschieden | ausgeschieden |
| Ryōma Aoki                                                       | 3000 m Hindernis | 8:24,82 min  | 9        | —             | —             | ausgeschieden | ausgeschieden | ausgeschieden |
| Ryūji Miura                                                      | 3000 m Hindernis | 8:09,92 min  | 2        | —             | —             | 8:16,90 min   | 7             | 7             |
| Kōsei Yamaguchi                                                  | 3000 m Hindernis | 8:31,27 min  | 12       | —             | —             | ausgeschieden | ausgeschieden | ausgeschieden |
| Shōgo Nakamura                                                   | Marathon         | —            | —        | —             | —             | 2:22:23 h     | 62            | 62            |
| Suguru Ōsako                                                     | Marathon         | —            | —        | —             | —             | 2:10:41 h     | 6             | 6             |
| Yūma Hattori                                                     | Marathon         | —            | —        | —             | —             | 2:30:08 h     | 73            | 73            |
| Kōki Ikeda                                                       | 20 km Gehen      | —            | —        | —             | —             | 1:12:14 h     | 2             | Silber        |
| Toshikazu Yamanishi                                              | 20 km Gehen      | —            | —        | —             | —             | 1:12:28 h     | 3             | Bronze        |
| Eiki Takahashi                                                   | 20 km Gehen      | —            | —        | —             | —             | 1:27:29 h     | 32            | 32            |
| Hayato Katsuki                                                   | 50 km Gehen      | —            | —        | —             | —             | 4:06:32 h     | 30            | 30            |
| Masatora Kawano                                                  | 50 km Gehen      | —            | —        | —             | —             | 3:51:56 h     | 6             | 6             |
| Satoshi Maruo                                                    | 50 km Gehen      | —            | —        | —             | —             | 4:06:44 h     | 32            | 32            |
| Yūki Koike Shūhei Tada Ryōta Yamagata Bruno Dede Yoshihide Kiryū | 4 × 100 m        | 38,16 s      | 3        | —             | —             | DNF           | DNF           | 7             |
| Rikuya Itō Kaitō Kawabata Kentarō Satō Aoto Suzuki Julian Walsh  | 4 × 400 m        | 3:00,76 min  | 5        | —             | —             | ausgeschieden | ausgeschieden | ausgeschieden |

Springen und Werfen
| Athleten          | Wettbewerb     | Qualifikation | Qualifikation | Finale        | Finale        | Rang |
| Athleten          | Wettbewerb     | Weite/Höhe    | Rang          | Weite/Höhe    | Rang          | Rang |
| ----------------- | -------------- | ------------- | ------------- | ------------- | ------------- | ---- |
| Frauen            |                |               |               |               |               |      |
| Haruka Kitaguchi  | Speerwurf      | 62,06 m       | 6             | 55,42 m       | 12            | 12   |
| Männer            |                |               |               |               |               |      |
| Takashi Etō       | Hochsprung     | 2,21 m        | 17            | ausgeschieden | ausgeschieden | 17   |
| Naoto Tobe        | Hochsprung     | 2,28 m        | 4             | 2,24 m        | 13            | 13   |
| Masaki Ejima      | Stabhochsprung | 5,30 m        | 25            | ausgeschieden | ausgeschieden | 25   |
| Seito Yamamoto    | Stabhochsprung | 5,30 m        | 25            | ausgeschieden | ausgeschieden | 25   |
| Yūki Hashioka     | Weitsprung     | 8,17 m        | 3             | 8,10 m        | 6             | 6    |
| Shōtarō Shiroyama | Weitsprung     | 7,70 m        | 23            | ausgeschieden | ausgeschieden | 23   |
| Hibiki Tsuha      | Weitsprung     | 7,61 m        | 26            | ausgeschieden | ausgeschieden | 26   |
| Takuto Kominami   | Speerwurf      | 78,39 m       | 19            | ausgeschieden | ausgeschieden | 19   |

### Moderner Fünfkampf
| Athleten         | Fechten | Fechten | Schwimmen   | Schwimmen | Reiten  | Reiten | Combined     | Combined | Punkte | Rang |
| Athleten         | Bilanz  | Punkte  | Zeit        | Punkte    | Zeit    | Punkte | Zeit         | Punkte   | Punkte | Rang |
| ---------------- | ------- | ------- | ----------- | --------- | ------- | ------ | ------------ | -------- | ------ | ---- |
| Frauen           |         |         |             |           |         |        |              |          |        |      |
| Natsumi Takamiya | 14+1    | 185     | 2:11,54 min | 287       | E       | 0      | 13:07,72 min | 513      | 985    | 34   |
| Rena Shimazu     | 14+0    | 184     | 2:10,65 min | 289       | 90,72 s | 252    | 12:34,40 min | 546      | 1271   | 23   |
| Männer           |         |         |             |           |         |        |              |          |        |      |
| Shōhei Iwamoto   | 12+1    | 173     | 2:03,75 min | 303       | 80,69 s | 279    | 11:52,87 min | 588      | 1343   | 28   |

### Radsport

#### Bahn
| Athleten                      | Wettbewerb | Qualifikation | Qualifikation | Finals        | Finals        | Rang |
| Athleten                      | Wettbewerb | Zeit/Punkte   | Rang          | Zeit/Punkte   | Rang          | Rang |
| ----------------------------- | ---------- | ------------- | ------------- | ------------- | ------------- | ---- |
| Frauen                        |            |               |               |               |               |      |
| Yūka Kobayashi                | Sprint     | 10,711 s      | 17            |               |               |      |
| Yūka Kobayashi                | Keirin     |               |               |               |               | 16   |
| Yūmi Kajihara Kisato Nakamura | Madison    | —             | —             | –40           | 14            | 14   |
| Männer                        |            |               |               |               |               |      |
| Yudai Nitta                   | Sprint     | 9,728 s       | 26            | ausgeschieden | ausgeschieden | 26   |
| Yūta Wakimoto                 | Sprint     | 9,518 s       | 9             |               | 9             | 9    |
| Yudai Nitta                   | Keirin     |               |               |               |               | 16   |
| Yūta Wakimoto                 | Keirin     |               |               |               |               | 7    |

Omnium
| Athleten       | Wettbewerb | Scratch | Scratch | Temporennen | Temporennen | Ausscheidungs- fahren | Ausscheidungs- fahren | Punkte- fahren | Punkte- fahren | Punkte | Rang   |
| Athleten       | Wettbewerb | Punkte  | Rang    | Zeit        | Rang        | Punkte                | Rang                  | Punkte         | Zieleinlauf    | Punkte | Rang   |
| -------------- | ---------- | ------- | ------- | ----------- | ----------- | --------------------- | --------------------- | -------------- | -------------- | ------ | ------ |
| Frauen         |            |         |         |             |             |                       |                       |                |                |        |        |
| Yūmi Kajihara  | Omnium     | 38      | 2       | 32          | 5           | 38                    | 2                     | 2              | 11             | 110    | Silber |
| Männer         |            |         |         |             |             |                       |                       |                |                |        |        |
| Eiya Hashimoto | Omnium     | 26      | 8       | 10          | 16          | 18                    | 12                    | 0              | 5              | 54     | 15     |

#### Straße
| Athleten        | Wettbewerb       | Zeit         | Rang |
| --------------- | ---------------- | ------------ | ---- |
| Frauen          |                  |              |      |
| Hiromi Kaneko   | Straßenrennen    | 4:01:08 h    | 43   |
| Eri Yonamine    | Straßenrennen    | 3:55:13 h    | 21   |
| Eri Yonamine    | Einzelzeitfahren | 34:34,97 min | 22   |
| Männer          |                  |              |      |
| Yukiya Arashiro | Straßenrennen    | 6:15:38 h    | 35   |
| Nariyuki Masuda | Straßenrennen    | 6:25:16 h    | 84   |

#### Mountainbike
| Athleten       | Wettbewerb    | Zeit       | Rang |
| -------------- | ------------- | ---------- | ---- |
| Frauen         |               |            |      |
| Miho Imai      | Cross-Country | überrundet | –    |
| Männer         |               |            |      |
| Kōhei Yamamoto | Cross-Country | 1:32:35 h  | 29   |

#### BMX
| Athleten           | Wettbewerb    | Viertelfinale / Qualifikation | Viertelfinale / Qualifikation | Halbfinale    | Halbfinale    | Finale        | Finale        | Rang |
| Athleten           | Wettbewerb    | Punkte                        | Rang                          | Punkte        | Rang          | Punkte        | Rang          | Rang |
| ------------------ | ------------- | ----------------------------- | ----------------------------- | ------------- | ------------- | ------------- | ------------- | ---- |
| Frauen             |               |                               |                               |               |               |               |               |      |
| Sae Hatakeyama     | BMX-Rennen    | 22                            | 6                             | ausgeschieden | ausgeschieden | ausgeschieden | ausgeschieden | 24   |
| Minato Oike        | BMX-Freestyle | 61,45                         | 8                             | —             | —             | 75,40         | 7             | 7    |
| Männer             |               |                               |                               |               |               |               |               |      |
| Yoshitaku Nagasako | BMX-Rennen    | 12                            | 5                             | ausgeschieden | ausgeschieden | ausgeschieden | ausgeschieden | 17   |
| Rim Nakamura       | BMX-Freestyle | 87,67                         | 2                             | —             | —             | 85,10         | 5             | 5    |

### Reiten

#### Dressurreiten
| Athleten                                                                                        | Wettbewerb | Prozent / Punkte           | Prozent / Punkte | Prozent / Punkte | Rang |
| Athleten                                                                                        | Wettbewerb | Grand Prix (Qualifikation) | GP Spécial       | GP Kür           | Rang |
| ----------------------------------------------------------------------------------------------- | ---------- | -------------------------- | ---------------- | ---------------- | ---- |
| Shingo Hayashi mit Scolari                                                                      | Einzel     | 65,714 %                   | —                | ausgeschieden    | 48   |
| Hiroyuki Kitahara mit Huracan                                                                   | Einzel     | 66,304 %                   | —                | ausgeschieden    | 45   |
| Kazuki Sado mit Ludwig der Sonnenkönig                                                          | Einzel     | 62,531 %                   | —                | ausgeschieden    | 56   |
| Shingo Hayashi mit Scolari Hiroyuki Kitahara mit Huracan Kazuki Sado mit Ludwig der Sonnenkönig | Mannschaft | 6264,5                     | ausgeschieden    | —                | 14   |

#### Springreiten
| Athleten                                                                          | Wettbewerb | Strafpunkte   | Strafpunkte   | Strafpunkte   | Strafpunkte   | Strafpunkte   | Strafpunkte   | Rang          |
| Athleten                                                                          | Wettbewerb | Einzelwertung | Einzelwertung | Einzelwertung | Nationenpreis | Nationenpreis | Nationenpreis | Rang          |
| Athleten                                                                          | Wettbewerb | 1. Umlauf     | 2. Umlauf     | Stechen       | 1. Umlauf     | 2. Umlauf     | Stechen       | Rang          |
| --------------------------------------------------------------------------------- | ---------- | ------------- | ------------- | ------------- | ------------- | ------------- | ------------- | ------------- |
| Daisuke Fukushima mit Canyon                                                      | Einzel     | 0,00          | 0,00          | 43,76 s       | —             | —             | —             | 6             |
| Kōki Saitō mit Mumbai                                                             | Einzel     | 0,00          | 5,00          | —             | —             | —             | —             | 13            |
| Eiken Satō mit Saphyr des Lacs                                                    | Einzel     | 1,00          | 16,00         | —             | —             | —             | —             | 25            |
| Daisuke Fukushima mit Canyon Kōki Saitō mit Mumbai Eiken Satō mit Saphyr des Lacs | Mannschaft | —             | —             | —             | nicht beendet | ausgeschieden | ausgeschieden | ausgeschieden |

#### Vielseitigkeitsreiten
| Athleten | Wettbewerb | Minuspunkte Dressur | Minuspunkte Gelände | Minuspunkte Springen | Minuspunkte Springen | Minuspunkte Gesamt | Rang |
| --- | ---------- | ------------------- | ------------------- | -------------------- | -------------------- | ------------------ | ---- |
| Yoshiaki Ōiwa mit Calle | Einzel     | 31,50               | ausgeschieden       | ausgeschieden        | ausgeschieden        | ausgeschieden      | 49   |
| Toshiyuki Tanaka mit Talma d'Allou | Einzel     | 32,70               | 30,80               | 12,00                | ausg.                | 75,50              | 34   |
| Kazuma Tomoto mit Vinci de la Vigne | Einzel     | 25,90               | 1,60                | 4,00                 | 0,40                 | 31,90              | 4    |
| Yoshiaki Ōiwa mit Calle Toshiyuki Tanaka mit Talma d'Allou Kazuma Tomoto mit Vinci de la Vigne Ryuzo Kitajima mit Feroza Nieuwmoed (+20 Punkte) | Mannschaft | 90,10               | 232,40              | 16,00                | 16,00                | 358,50             | 11   |

### Ringen

#### Freier Stil
Legende: G = Gewonnen, V = Verloren, S = Schultersieg
| Athleten        | Wettbewerb       | Achtelfinale     | Achtelfinale | Viertelfinale  | Viertelfinale | Halbfinale       | Halbfinale    | Hoffnungsrunde Halbfinale | Hoffnungsrunde Halbfinale | Hoffnungsrunde Finale | Hoffnungsrunde Finale | Finale          | Finale        | Rang |
| Athleten        | Wettbewerb       | Gegner           | Ergebnis     | Gegner         | Ergebnis      | Gegner           | Ergebnis      | Gegner                    | Ergebnis                  | Gegner                | Ergebnis              | Gegner          | Ergebnis      | Rang |
| --------------- | ---------------- | ---------------- | ------------ | -------------- | ------------- | ---------------- | ------------- | ------------------------- | ------------------------- | --------------------- | --------------------- | --------------- | ------------- | ---- |
| Frauen          |                  |                  |              |                |               |                  |               |                           |                           |                       |                       |                 |               |      |
| Yui Susaki      | Klasse bis 50 kg | Tsogt-Ochiryn N. | G 10:0       | L. Yépez       | G 10:0        | M. Stadnik       | G 11:0        | —                         | —                         | —                     | —                     | Sun Y.          | G 10:0        | Gold |
| Mayu Mukaida    | Klasse bis 53 kg | J. Essombe       | G 10:0       | R. Zasina      | G 12:2        | Bat-Ochiryn B.   | G 6:3         | —                         | —                         | —                     | —                     | Pang Q.         | G 5:4         | Gold |
| Risako Kawai    | Klasse bis 57 kg | F. Y. Camara     | G 8:2        | B. Chongordsul | G 7:0         | H. Maroulis      | G 2:1         | —                         | —                         | —                     | —                     | I. Kuratschkina | G 5:0         | Gold |
| Yukako Kawai    | Klasse bis 62 kg | L. Owtscharowa   | G 10:0       | H. Johansson   | G 10:2        | T. Jussein       | G 3:2         | —                         | —                         | —                     | —                     | A. Tynybekowa   | G 4:3         | Gold |
| Sara Doshō      | Klasse bis 68 kg | T. Mensah-Stock  | V 0:10       | ausgeschieden  | ausgeschieden | ausgeschieden    | ausgeschieden | Zhou F.                   | G 7:2                     | A. Tscherkassowa      | V 0:2S                | ausgeschieden   | ausgeschieden | 5    |
| Hiroe Minagawa  | Klasse bis 76 kg | Otschirbatyn B.  | G 8:0        | E. Mäe         | G 3:0         | A. Rotter-Focken | V 1:3         | —                         | —                         | Zhou Q.               | V 0:2S                | ausgeschieden   | ausgeschieden | 5    |
| Männer          |                  |                  |              |                |               |                  |               |                           |                           |                       |                       |                 |               |      |
| Yūki Takahashi  | Klasse bis 57 kg | S. Mićić         | G 7:0        | N. Sanajew     | V 4:4         | ausgeschieden    | ausgeschieden | ausgeschieden             | ausgeschieden             | ausgeschieden         | ausgeschieden         | ausgeschieden   | ausgeschieden | 8    |
| Takuto Otoguro  | Klasse bis 65 kg | T.-O. Tulga      | G 6:3        | I. Muszukajev  | G 4:1         | G. Raschidow     | G 3:2         | —                         | —                         | —                     | —                     | H. Əliyev       | G 5:4         | Gold |
| Keisuke Otoguro | Klasse bis 74 kg | D. Kaisanow      | V 2:2S       | ausgeschieden  | ausgeschieden | ausgeschieden    | ausgeschieden | ausgeschieden             | ausgeschieden             | ausgeschieden         | ausgeschieden         | ausgeschieden   | ausgeschieden | 14   |
| Sōsuke Takatani | Klasse bis 86 kg | O. Göçen         | V 2:2        | ausgeschieden  | ausgeschieden | ausgeschieden    | ausgeschieden | ausgeschieden             | ausgeschieden             | ausgeschieden         | ausgeschieden         | ausgeschieden   | ausgeschieden | 10   |

#### Griechisch-römischer Stil
Legende: G = Gewonnen, V = Verloren, S = Schultersieg
| Athleten          | Wettbewerb       | Achtelfinale   | Achtelfinale | Viertelfinale | Viertelfinale | Halbfinale    | Halbfinale    | Hoffnungsrunde Halbfinale | Hoffnungsrunde Halbfinale | Hoffnungsrunde Finale | Hoffnungsrunde Finale | Finale        | Finale        | Rang   |
| Athleten          | Wettbewerb       | Gegner         | Ergebnis     | Gegner        | Ergebnis      | Gegner        | Ergebnis      | Gegner                    | Ergebnis                  | Gegner                | Ergebnis              | Gegner        | Ergebnis      | Rang   |
| ----------------- | ---------------- | -------------- | ------------ | ------------- | ------------- | ------------- | ------------- | ------------------------- | ------------------------- | --------------------- | --------------------- | ------------- | ------------- | ------ |
| Männer            |                  |                |              |               |               |               |               |                           |                           |                       |                       |               |               |        |
| Ken’ichirō Fumita | Klasse bis 60 kg | A. Fergat      | G 8:0        | Walihan S.    | G 1:1         | L. Temirow    | G 5:1         | —                         | —                         | —                     | —                     | L. Orta       | V 1:5         | Silber |
| Shōhei Yabiku     | Klasse bis 77 kg | D. Schadyrajew | G 5:3        | T. Lőrincz    | V 1:3         | ausgeschieden | ausgeschieden | Freilos                   | Freilos                   | M. Geraei             | G 13:3                | ausgeschieden | ausgeschieden | Bronze |

### Rudern
| Athleten                  | Wettbewerb                  | Vorlauf     | Vorlauf | Vorlauf       | Hoffnungslauf / Viertelfinale | Hoffnungslauf / Viertelfinale | Hoffnungslauf / Viertelfinale | Halbfinale  | Halbfinale | Halbfinale    | Finale      | Finale | Rang |
| Athleten                  | Wettbewerb                  | Zeit        | Platz   | Qualifikation | Zeit                          | Platz                         | Qualifikation                 | Zeit        | Platz      | Qualifikation | Zeit        | Platz  | Rang |
| ------------------------- | --------------------------- | ----------- | ------- | ------------- | ----------------------------- | ----------------------------- | ----------------------------- | ----------- | ---------- | ------------- | ----------- | ------ | ---- |
| Frauen                    |                             |             |         |               |                               |                               |                               |             |            |               |             |        |      |
| Chiaki Tomita Ayami Ōishi | Leichtgewichts-Doppelzweier | 7:22,47 min | 3       | Hoffnungslauf | 7:34,45 min                   | 3                             | Halbfinale A/B                | 6:56,52 min | 5          | Finale B      | 6:54,94 min | 4      | 10   |
| Männer                    |                             |             |         |               |                               |                               |                               |             |            |               |             |        |      |
| Ryūta Arakawa             | Einer                       | 7:02,79 min | 2       | Viertelfinale | 7:26,04 min                   | 3                             | Halbfinale A/B                | 6:59,26 min | 6          | Finale A      | 6:50,91 min | 5      | 11   |

### 7er-Rugby
| Wettbewerb         | Frauen | Männer |
| ------------------ | --- | --- |
| Athleten           | Raichel Bativakalolo Mayu Shimizu Miyu Shirako Marin Kajiki Yume Hirano Haruka Hirotsu Wakaba Hara Riho Kurogi Mei Otani Hana Nagata Mifuyu Koide Honoka Tsutsumi Mio Yamanaka | Jose Seru Lote Tuqiri Colin Bourke Kazushi Hano Kameli Soejima Masakatsu Hikosaka Brackin Karauria-Henry Chihito Matsui Ryota Kano Yoshikazu Fujita Kippei Ishida Naoki Motomura Kazuhiro Gōya |
| Trainer            | Hare Makiri | Kensuke Iwabuchi |
| Gruppenphase       | Australien (0:48) Vereinigte Staaten (7:17) China (0:29) | Fidschi (19:24) Großbritannien (0:34) Kanada (12:36) |
| Viertelfinale      | ausgeschieden | ausgeschieden |
| Halbfinale         | ausgeschieden | ausgeschieden |
| Finale             | ausgeschieden | ausgeschieden |
| Platzierungsspiele | Kenia (17:21) Spiel um Platz 11/12: Brasilien (12:21) | Kenia (7:21) Spiel um Platz 11/12: Südkorea (31:19) |
| Platzierung        | 12. Platz | 11. Platz |

### Schießen
| Athleten                         | Wettbewerb                                 | Qualifikation   | Qualifikation | Finale          | Finale        | Rang |
| Athleten                         | Wettbewerb                                 | Ringe/ Scheiben | Rang          | Ringe/ Scheiben | Rang          | Rang |
| -------------------------------- | ------------------------------------------ | --------------- | ------------- | --------------- | ------------- | ---- |
| Frauen                           |                                            |                 |               |                 |               |      |
| Chizuru Sasaki                   | 25 m Sportpistole                          | 567             | 40            | ausgeschieden   | ausgeschieden | 40   |
| Satoko Yamada                    | 25 m Sportpistole                          | 563             | 43            | ausgeschieden   | ausgeschieden | 43   |
| Chizuru Sasaki                   | 10 m Luftpistole                           | 556             | 50            | ausgeschieden   | ausgeschieden | 50   |
| Satoko Yamada                    | 10 m Luftpistole                           | 570             | 23            | ausgeschieden   | ausgeschieden | 23   |
| Shiori Hirata                    | 50 m Kleinkalibergewehr Dreistellungskampf | 1169            | 11            | ausgeschieden   | ausgeschieden | 11   |
| Shiori Hirata                    | 10 m Luftgewehr                            | 622,1           | 34            | ausgeschieden   | ausgeschieden | 34   |
| Haruka Nakaguchi                 | 10 m Luftgewehr                            | 622,2           | 32            | ausgeschieden   | ausgeschieden | 32   |
| Naoko Ishihara                   | Skeet                                      | 114             | 21            | ausgeschieden   | ausgeschieden | 21   |
| Yukie Nakayama                   | Trap                                       | 115             | 19            | ausgeschieden   | ausgeschieden | 19   |
| Männer                           |                                            |                 |               |                 |               |      |
| Dai Yoshioka                     | 25 m Schnellfeuerpistole                   | 582             | 8             | ausgeschieden   | ausgeschieden | 8    |
| Kojiro Horimizu                  | 10 m Luftpistole                           | 576             | 15            | ausgeschieden   | ausgeschieden | 15   |
| Takayuki Matsumoto               | 50 m Kleinkalibergewehr Dreistellungskampf | 1145            | 37            | ausgeschieden   | ausgeschieden | 37   |
| Naoya Okada                      | 50 m Kleinkalibergewehr Dreistellungskampf | 1158            | 31            | ausgeschieden   | ausgeschieden | 31   |
| Takayuki Matsumoto               | 10 m Luftgewehr                            | 621,7           | 37            | ausgeschieden   | ausgeschieden | 37   |
| Naoya Okada                      | 10 m Luftgewehr                            | 625,7           | 20            | ausgeschieden   | ausgeschieden | 20   |
| Hiroyuki Ikawa                   | Skeet                                      | 114             | 27            | ausgeschieden   | ausgeschieden | 27   |
| Shigetaka Oyama                  | Trap                                       | 115             | 29            | ausgeschieden   | ausgeschieden | 29   |
| Mixed                            |                                            |                 |               |                 |               |      |
| Satoko Yamada Kojiro Horimizu    | 10 m Luftpistole                           | 559             | 20            | ausgeschieden   | ausgeschieden | 20   |
| Shiori Hirata Takayuki Matsumoto | 10 m Luftgewehr                            | 620,3           | 26            | ausgeschieden   | ausgeschieden | 26   |
| Haruka Nakaguchi Naoya Okada     | 10 m Luftgewehr                            | 625,6           | 13            | ausgeschieden   | ausgeschieden | 13   |
| Shigetaka Oyama Yukie Nakayama   | Trap                                       | 145             | 5             | ausgeschieden   | ausgeschieden | 5    |

### Schwimmen
| Athleten                                                               | Wettbewerb          | Vorlauf     | Vorlauf | Halbfinale    | Halbfinale    | Finale        | Finale        | Rang   |
| Athleten                                                               | Wettbewerb          | Zeit        | Rang    | Zeit          | Rang          | Zeit          | Rang          | Rang   |
| ---------------------------------------------------------------------- | ------------------- | ----------- | ------- | ------------- | ------------- | ------------- | ------------- | ------ |
| Frauen                                                                 |                     |             |         |               |               |               |               |        |
| Waka Kobori                                                            | 400 m Freistil      | 4:05,57 min | 11      | —             | —             | ausgeschieden | ausgeschieden | 11     |
| Miyu Namba                                                             | 400 m Freistil      | 4:13,49 min | 20      | —             | —             | ausgeschieden | ausgeschieden | 20     |
| Waka Kobori                                                            | 800 m Freistil      | 8:28,90 min | 16      | —             | —             | ausgeschieden | ausgeschieden | 16     |
| Miyu Namba                                                             | 800 m Freistil      | 8:32,04 min | 17      | —             | —             | ausgeschieden | ausgeschieden | 17     |
| Anna Konishi                                                           | 100 m Rücken        | 1:00,04 min | 16      | 1:00,07 min   | 13            | ausgeschieden | ausgeschieden | 13     |
| Reona Aoki                                                             | 100 m Brust         | 1:07,29 min | 19      | ausgeschieden | ausgeschieden | ausgeschieden | ausgeschieden | 19     |
| Kanako Watanabe                                                        | 100 m Brust         | 1:07,01 min | 17      | ausgeschieden | ausgeschieden | ausgeschieden | ausgeschieden | 17     |
| Kanako Watanabe                                                        | 200 m Brust         | 2:24,73 min | 18      | ausgeschieden | ausgeschieden | ausgeschieden | ausgeschieden | 18     |
| Suzuka Hasegawa                                                        | 200 m Schmetterling | 2:10,43 min | 13      | 2:09,42 min   | 9             | ausgeschieden | ausgeschieden | 9      |
| Yui Ōhashi                                                             | 200 m Lagen         | 2:10,77 min | 10      | 2:09,79 min   | 5             | 2:08,52 min   | 1             | Gold   |
| Miho Teramura                                                          | 200 m Lagen         | 2:11,22 min | 12      | 2:12,14 min   | 15            | ausgeschieden | ausgeschieden | 15     |
| Yui Ōhashi                                                             | 400 m Lagen         | 4:35,71 min | 3       | —             | —             | 4:32,08 min   | 1             | Gold   |
| Ageha Tanigawa                                                         | 400 m Lagen         | 4:41,76 min | 12      | —             | —             | ausgeschieden | ausgeschieden | 12     |
| Chihiro Igarashi Rikako Ikee Rika Ōmoto Natsumi Sakai                  | 4 × 100 m Freistil  | 3:36,20 min | 9       | —             | —             | ausgeschieden | ausgeschieden | 9      |
| Chihiro Igarashi Nagisa Ikemoto Aoi Masuda Rio Shirai                  | 4 × 200 m Freistil  | 7:58,39 min | 9       | —             | —             | ausgeschieden | ausgeschieden | 9      |
| Chihiro Igarashi Rikako Ikee Anna Konishi Kanako Watanabe              | 4 × 100 m Lagen     | 3:57,17 min | 6       | —             | —             | 3:58,12 min   | 8             | 8      |
| Yumi Kida                                                              | 10 km Freiwasser    | —           | —       | —             | —             | 2:01:40,9 h   | 13            | 13     |
| Männer                                                                 |                     |             |         |               |               |               |               |        |
| Katsumi Nakamura                                                       | 100 m Freistil      | 48,48 s     | 17      | ausgeschieden | ausgeschieden | ausgeschieden | ausgeschieden | 17     |
| Katsuhiro Matsumoto                                                    | 200 m Freistil      | 1:46,69 min | 17      | ausgeschieden | ausgeschieden | ausgeschieden | ausgeschieden | 17     |
| Ryōsuke Irie                                                           | 100 m Rücken        | 52,99 s     | 5       | 53,21 s       | 9             | ausgeschieden | ausgeschieden | 9      |
| Ryōsuke Irie                                                           | 200 m Rücken        | 1:56,97 min | 8       | 1:56,69 min   | 8             | 1:57,32 min   | 7             | 7      |
| Keita Sunama                                                           | 200 m Rücken        | 1:57,07 min | 9       | 1:57,16 min   | 14            | ausgeschieden | ausgeschieden | 14     |
| Ryūya Mura                                                             | 100 m Brust         | 59,40 s     | 11      | 59,82 s       | 13            | ausgeschieden | ausgeschieden | 13     |
| Shōma Satō                                                             | 100 m Brust         | 1:00,04 min | 23      | ausgeschieden | ausgeschieden | ausgeschieden | ausgeschieden | 23     |
| Ryūya Mura                                                             | 200 m Brust         | 2:09,00 min | 8       | 2:08,27 min   | 6             | 2:08,42 min   | 7             | 7      |
| Shōma Satō                                                             | 200 m Brust         | 2:09,43 min | 11      | 2:09,04 min   | 10            | ausgeschieden | ausgeschieden | 10     |
| Takeshi Kawamoto                                                       | 100 m Schmetterling | 51,93 s     | 20      | ausgeschieden | ausgeschieden | ausgeschieden | ausgeschieden | 20     |
| Naoki Mizunuma                                                         | 100 m Schmetterling | 51,57 s     | 12      | 51,46 s       | 10            | ausgeschieden | ausgeschieden | 10     |
| Tomoru Honda                                                           | 200 m Schmetterling | 1:55,10 min | 6       | 1:55,31 min   | 8             | 1:53,73 min   | 2             | Silber |
| Daiya Seto                                                             | 200 m Schmetterling | 1:55,26 min | 9       | 1:55,50 min   | 11            | ausgeschieden | ausgeschieden | 11     |
| Kōsuke Hagino                                                          | 200 m Lagen         | 1:57,39 min | 5       | 1:57,47 min   | 6             | 1:57,49 min   | 6             | 6      |
| Daiya Seto                                                             | 200 m Lagen         | 1:58,15 min | 16      | 1:56,86 min   | 3             | 1:56,22 min   | 4             | 4      |
| Yūki Ikari                                                             | 400 m Lagen         | 4:12,08 min | 11      | —             | —             | ausgeschieden | ausgeschieden | 11     |
| Daiya Seto                                                             | 400 m Lagen         | 4:10,52 min | 9       | —             | —             | ausgeschieden | ausgeschieden | 9      |
| Katsumi Nakamura Akira Namba Kaiya Seki Shinri Shioura                 | 4 × 100 m Freistil  | 3:14,44 min | 14      | —             | —             | ausgeschieden | ausgeschieden | 14     |
| Kōsuke Hagino Katsuhiro Matsumoto Kōtarō Takahashi Kōnosuke Yanagimoto | 4 × 200 m Freistil  | 7:09,53 min | 12      | —             | —             | ausgeschieden | ausgeschieden | 12     |
| Ryōsuke Irie Naoki Mizunuma Ryūya Mura Katsumi Nakamura                | 4 × 100 m Lagen     | 3:32,02 min | 5       | —             | —             | 3:29,91 min   | 6             | 6      |
| Taishin Minamide                                                       | 10 km Freiwasser    | —           | —       | —             | —             | 1:53:07,5 h   | 13            | 13     |
| Mixed                                                                  |                     |             |         |               |               |               |               |        |
| Rikako Ikee Anna Konishi Katsuhiro Matsumoto Shōma Satō                | 4 × 100 m Lagen     | 3:44,15 min | 9       | —             | —             | ausgeschieden | ausgeschieden | 9      |

### Segeln
Als Gastgeber steht Japan in allen Bootsklassen automatisch ein Quotenplatz zu. Somit können in den zehn Bootsklassen 15 japanische Segler an den Start gehen.
| Athleten                       | Wettbewerb      | Qualifikation | Qualifikation | Medal Race    | Medal Race    | Punkte | Rang |
| Athleten                       | Wettbewerb      | Punkte        | Rang          | Punkte        | Rang          | Punkte | Rang |
| ------------------------------ | --------------- | ------------- | ------------- | ------------- | ------------- | ------ | ---- |
| Frauen                         |                 |               |               |               |               |        |      |
| Yuki Sunaga                    | Windsurfen RS:X | 129           | 12            | ausgeschieden | ausgeschieden | 129    | 12   |
| Manami Doi                     | Laser Radial    | 130           | 15            | ausgeschieden | ausgeschieden | 130    | 15   |
| Ai Kondō Yoshida Miho Yoshioka | 470er           | 63            | 7             | 16            | 16            | 79     | 7    |
| Anna Yamazaki Sena Takano      | 49erFX          | 149           | 18            | ausgeschieden | ausgeschieden | 149    | 18   |
| Männer                         |                 |               |               |               |               |        |      |
| Makoto Tomizawa                | Windsurfen RS:X | 149           | 16            | ausgeschieden | ausgeschieden | 149    | 16   |
| Kenji Nanri                    | Laser           | 219           | 30            | ausgeschieden | ausgeschieden | 219    | 30   |
| Kazumasa Segawa                | Finn Dinghy     | 128           | 16            | ausgeschieden | ausgeschieden | 128    | 16   |
| Keiju Okada Jumpei Hokazono    | 470er           | 70            | 8             | 12            | 12            | 82     | 7    |
| Leo Takahashi Ibuki Koizumi    | 49er            | 108           | 11            | ausgeschieden | ausgeschieden | 108    | 11   |
| Mixed                          |                 |               |               |               |               |        |      |
| Eri Hatayama Shibuki Iitsuka   | Nacra 17        | 150           | 15            | ausgeschieden | ausgeschieden | 150    | 15   |

### Skateboard
| Athleten        | Wettbewerb | Qualifikation | Qualifikation | Finale        | Finale        | Rang   |
| Athleten        | Wettbewerb | Punkte        | Rang          | Punkte        | Rang          | Rang   |
| --------------- | ---------- | ------------- | ------------- | ------------- | ------------- | ------ |
| Frauen          |            |               |               |               |               |        |
| Kokona Hiraki   | Park       | 52,46         | 3             | 59,04         | 2             | Silber |
| Misugu Okamoto  | Park       | 58,51         | 1             | 53,58         | 4             | 4      |
| Sakura Yosozumi | Park       | 45,98         | 4             | 60,09         | 1             | Gold   |
| Funa Nakayama   | Street     | 15,77         | 1             | 14,49         | 3             | Bronze |
| Aori Nishimura  | Street     | 12,82         | 5             | 6,92          | 8             | 8      |
| Momiji Nishiya  | Street     | 15,40         | 2             | 15,26         | 1             | Gold   |
| Männer          |            |               |               |               |               |        |
| Ayumu Hirano    | Park       | 62,03         | 14            | ausgeschieden | ausgeschieden | 14     |
| Yukito Aoki     | Street     | 18,60         | 17            | ausgeschieden | ausgeschieden | 17     |
| Yūto Horigome   | Street     | 33,75         | 6             | 37,18         | 1             | Gold   |
| Sora Shirai     | Street     | 31,52         | 9             | ausgeschieden | ausgeschieden | 9      |

### Softball
| Wettbewerb   | Frauen |
| ------------ | --- |
| Athleten     | Yukiko Ueno Miu Goto Yamato Fujita Haruka Agatsuma Yukiyo Mine Mana Atsumi Yuka Ichiguchi Nayu Kiyohara Hitomi Kawabata Minori Naito Yu Yamamoto Nodoka Harada Sayaka Mori Saki Yamazaki Eri Yamada |
| Trainer      | Reika Utsugi |
| Gruppenphase | Australien (8:1) Mexiko (3:2) Italien (5:0) Kanada (1:0) Vereinigte Staaten (1:2) |
| Finale       | Vereinigte Staaten (2:0) |
| Platzierung  | Gold |

### Sportklettern
Als Gastgeber der Olympischen Spiele konnte Japan zwei Teilnehmer benennen, die lediglich an einem Qualifikationsturnier teilgenommen haben mussten, unabhängig von ihrer Platzierung bei diesem Turnier. Dies sind bei den Frauen Miho Nonaka und bei den Männern Kai Harada. Ferner qualifizierten sich aufgrund ihrer Platzierung bei der Kletterweltmeisterschaft 2019 bei den Frauen Akiyo Noguchi (2. Platz der Gesamtwertung) und bei den Männern Tomoa Narasaki (1. Platz).
| Athleten       | Wettbewerb             | Qualifikation | Qualifikation | Qualifikation | Qualifikation | Qualifikation | Finale        | Finale        | Finale        | Finale        | Finale        | Rang   |
| Athleten       | Wettbewerb             | Speed         | Bouldern      | Schwierigkeit | Punkte        | Rang          | Speed         | Bouldern      | Schwierigkeit | Punkte        | Rang          | Rang   |
| -------------- | ---------------------- | ------------- | ------------- | ------------- | ------------- | ------------- | ------------- | ------------- | ------------- | ------------- | ------------- | ------ |
| Frauen         |                        |               |               |               |               |               |               |               |               |               |               |        |
| Akiyo Noguchi  | Olympische Kombination | 9             | 3             | 6             | 162           | 4             | 4             | 4             | 4             | 64            | 3             | Bronze |
| Miho Nonaka    | Olympische Kombination | 4             | 8             | 3             | 96            | 3             | 3             | 3             | 5             | 45            | 2             | Silber |
| Männer         |                        |               |               |               |               |               |               |               |               |               |               |        |
| Kai Harada     | Olympische Kombination | 15            | 12            | 17            | 3060          | 18            | ausgeschieden | ausgeschieden | ausgeschieden | ausgeschieden | ausgeschieden | 18     |
| Tomoa Narasaki | Olympische Kombination | 2             | 2             | 14            | 56            | 2             | 2             | 3             | 6             | 36            | 4             | 4      |

### Surfen
| Athleten       | Wettbewerb | 1. Runde | 1. Runde | 2. Runde | 2. Runde | 3. Runde       | 3. Runde    | Viertelfinale  | Viertelfinale | Halbfinale    | Halbfinale    | Finale / Platz 3 | Finale / Platz 3 | Rang   |
| Athleten       | Wettbewerb | Punkte   | Rang     | Punkte   | Rang     | Gegner         | Ergebnis    | Gegner         | Ergebnis      | Gegner        | Ergebnis      | Gegner           | Ergebnis         | Rang   |
| -------------- | ---------- | -------- | -------- | -------- | -------- | -------------- | ----------- | -------------- | ------------- | ------------- | ------------- | ---------------- | ---------------- | ------ |
| Frauen         |            |          |          |          |          |                |             |                |               |               |               |                  |                  |        |
| Mahina Maeda   | Shortboard | 9,20     | 4        | 9,63     | 3        | C. Marks       | 7,34:15,33  | ausgeschieden  | ausgeschieden | ausgeschieden | ausgeschieden | ausgeschieden    | ausgeschieden    | 9      |
| Amuro Tsuzuki  | Shortboard | 6,99     | 4        | 11,60    | 1        | T. Weston-Webb | 10,33:9,00  | S. Fitzgibbons | 13,27:11,67   | C. Moore      | 7,43:8,33     | C. Marks         | 6,80:4,26        | Bronze |
| Männer         |            |          |          |          |          |                |             |                |               |               |               |                  |                  |        |
| Kanoa Igarashi | Shortboard | 12,77    | 1        | Freilos  | Freilos  | R. Waida       | 14,00:12,00 | K. Andino      | 12,60:11,00   | G. Medina     | 17,00:16,76   | I. Ferreira      | 6,60:15,14       | Silber |
| Hiroto Ōhara   | Shortboard | 11,40    | 2        | Freilos  | Freilos  | M. Tudela      | 10,00:9,63  | I. Ferreira    | 11,90:16,30   | ausgeschieden | ausgeschieden | ausgeschieden    | ausgeschieden    | 5      |

### Synchronschwimmen
| Athletinnen | Wettbewerb | Qualifikation     | Qualifikation     | Qualifikation  | Qualifikation  | Qualifikation | Qualifikation | Finale         | Finale         | Finale           | Finale           |
| Athletinnen | Wettbewerb | Technische Kür TK | Technische Kür TK | Freie Kür FK-Q | Freie Kür FK-Q | Gesamt        | Gesamt        | Freie Kür FK-F | Freie Kür FK-F | Gesamt TK + FK-F | Gesamt TK + FK-F |
| Athletinnen | Wettbewerb | Punkte            | Rang              | Punkte         | Rang           | Punkte        | Rang          | Punkte         | Rang           | Punkte           | Rang             |
| --- | ---------- | ----------------- | ----------------- | -------------- | -------------- | ------------- | ------------- | -------------- | -------------- | ---------------- | ---------------- |
| Frauen |            |                   |                   |                |                |               |               |                |                |                  |                  |
| Yukiko Inui Megumu Yoshida                                                                                           | Duett      | 93,3499           | 4                 | 93,9333        | 4              | 187,2832      | 4             | 94,4667        | 4              | 187,8166         | 4                |
| Yukiko Inui Megumu Yoshida Okina Kyogoku Mayu Tsukamoto Juka Fukumura Mashiro Yasunaga Moeka Kijima Akane Yanagisawa | Mannschaft | 93,3773           | 4                 | –              | –              | –             | –             | 94,9333        | 4              | 188,3106         | 4                |

### Taekwondo
| Athleten       | Wettbewerb       | Achtelfinale | Achtelfinale | Viertelfinale | Viertelfinale | Hoffnungsrunde Halbfinale | Hoffnungsrunde Halbfinale | Halbfinale        | Halbfinale    | Hoffnungsrunde Finale | Hoffnungsrunde Finale | Finale        | Finale        | Rang |
| Athleten       | Wettbewerb       | Gegner       | Ergebnis     | Gegner        | Ergebnis      | Gegner                    | Ergebnis                  | Gegner            | Ergebnis      | Gegner                | Ergebnis              | Gegner        | Ergebnis      | Rang |
| -------------- | ---------------- | ------------ | ------------ | ------------- | ------------- | ------------------------- | ------------------------- | ----------------- | ------------- | --------------------- | --------------------- | ------------- | ------------- | ---- |
| Frauen         |                  |              |              |               |               |                           |                           |                   |               |                       |                       |               |               |      |
| Miyu Yamada    | Klasse bis 49 kg | Su P.-y.     | 10:9         | Sim J.-y.     | 16:7          | —                         | —                         | P. Wongpattanakit | 12:34         | T. Bogdanović         | 6:20                  | ausgeschieden | ausgeschieden | 5    |
| Mayu Hamada    | Klasse bis 57 kg | T. Yessouf   | 6:11         | ausgeschieden | ausgeschieden | ausgeschieden             | ausgeschieden             | ausgeschieden     | ausgeschieden | ausgeschieden         | ausgeschieden         | ausgeschieden | ausgeschieden | 9    |
| Männer         |                  |              |              |               |               |                           |                           |                   |               |                       |                       |               |               |      |
| Sergio Suzuki  | Klasse bis 58 kg | S. Demse     | 2:22         | ausgeschieden | ausgeschieden | ausgeschieden             | ausgeschieden             | ausgeschieden     | ausgeschieden | ausgeschieden         | ausgeschieden         | ausgeschieden | ausgeschieden | 9    |
| Ricardo Suzuki | Klasse bis 68 kg | N. Husić     | 2:22         | ausgeschieden | ausgeschieden | ausgeschieden             | ausgeschieden             | ausgeschieden     | ausgeschieden | ausgeschieden         | ausgeschieden         | ausgeschieden | ausgeschieden | 9    |

### Tennis
| Athleten                       | Wettbewerb | 1. Runde                  | 1. Runde          | 2. Runde      | 2. Runde       | Achtelfinale           | Achtelfinale  | Viertelfinale                    | Viertelfinale     | Halbfinale    | Halbfinale    | Finale / Platz 3 | Finale / Platz 3 |
| Athleten                       | Wettbewerb | Gegner                    | Ergebnis          | Gegner        | Ergebnis       | Gegner                 | Ergebnis      | Gegner                           | Ergebnis          | Gegner        | Ergebnis      | Gegner           | Ergebnis         |
| ------------------------------ | ---------- | ------------------------- | ----------------- | ------------- | -------------- | ---------------------- | ------------- | -------------------------------- | ----------------- | ------------- | ------------- | ---------------- | ---------------- |
| Frauen                         |            |                           |                   |               |                |                        |               |                                  |                   |               |               |                  |                  |
| Naomi Ōsaka                    | Einzel     | S. Zheng                  | 6:1, 6:4          | V. Golubic    | 6:3, 6:2       | M. Vondroušová         | 1:6, 4:6      | ausgeschieden                    | ausgeschieden     | ausgeschieden | ausgeschieden | ausgeschieden    | ausgeschieden    |
| Misaki Doi                     | Einzel     | R. Zarazúa                | 6:3, 6:2          | B. Bencic     | 2:6, 4:6       | ausgeschieden          | ausgeschieden | ausgeschieden                    | ausgeschieden     | ausgeschieden | ausgeschieden | ausgeschieden    | ausgeschieden    |
| Nao Hibino                     | Einzel     | N. Stojanović             | 3:6, 3:6          | ausgeschieden | ausgeschieden  | ausgeschieden          | ausgeschieden | ausgeschieden                    | ausgeschieden     | ausgeschieden | ausgeschieden | ausgeschieden    | ausgeschieden    |
| Shūko Aoyama Ena Shibahara     | Doppel     | B. Bencic / V. Golubic    | 4:6, 7:65, [5:10] | —             | —              | ausgeschieden          | ausgeschieden | ausgeschieden                    | ausgeschieden     | ausgeschieden | ausgeschieden | ausgeschieden    | ausgeschieden    |
| Nao Hibino Makoto Ninomiya     | Doppel     | A. Barty / S. Sanders     | 1:6, 2:6          | —             | —              | ausgeschieden          | ausgeschieden | ausgeschieden                    | ausgeschieden     | ausgeschieden | ausgeschieden | ausgeschieden    | ausgeschieden    |
| Männer                         |            |                           |                   |               |                |                        |               |                                  |                   |               |               |                  |                  |
| Yoshihito Nishioka             | Einzel     | K. Chatschanow            | 6:3, 1:6, 2:6     | ausgeschieden | ausgeschieden  | ausgeschieden          | ausgeschieden | ausgeschieden                    | ausgeschieden     | ausgeschieden | ausgeschieden | ausgeschieden    | ausgeschieden    |
| Kei Nishikori                  | Einzel     | A. Rubljow                | 6:3, 6:4          | M. Giron      | 7:64, 3:6, 6:1 | I. Iwaschka            | 7:67, 6:0     | N. Đoković                       | 2:6, 0:6          | ausgeschieden | ausgeschieden | ausgeschieden    | ausgeschieden    |
| Taro Daniel                    | Einzel     | L. Sonego                 | 6:4, 6:76, 6:73   | ausgeschieden | ausgeschieden  | ausgeschieden          | ausgeschieden | ausgeschieden                    | ausgeschieden     | ausgeschieden | ausgeschieden | ausgeschieden    | ausgeschieden    |
| Yūichi Sugita                  | Einzel     | F. Fognini                | 4:6, 3:6          | ausgeschieden | ausgeschieden  | ausgeschieden          | ausgeschieden | ausgeschieden                    | ausgeschieden     | ausgeschieden | ausgeschieden | ausgeschieden    | ausgeschieden    |
| Ben McLachlan Kei Nishikori    | Doppel     | J. Sousa / P. Sousa       | 6:1, 6:4          | —             | —              | J. Murray / N. Skupski | 6:3, 6:4      | N. Mektić / M. Pavić             | 3:6, 3:6          | ausgeschieden | ausgeschieden | ausgeschieden    | ausgeschieden    |
| Taro Daniel Yoshihito Nishioka | Doppel     | M. Čilić / I. Dodig       | 2:6, 4:6          | —             | —              | ausgeschieden          | ausgeschieden | ausgeschieden                    | ausgeschieden     | ausgeschieden | ausgeschieden | ausgeschieden    | ausgeschieden    |
| Mixed                          |            |                           |                   |               |                |                        |               |                                  |                   |               |               |                  |                  |
| Ena Shibahara Ben McLachlan    | Mixed      | J. Schwedowa / A. Golubew | 6:3, 7:63         | —             | —              | —                      | —             | A. Pawljutschenkowa / A. Rubljow | 5:7, 7:60, [8:10] | ausgeschieden | ausgeschieden | ausgeschieden    | ausgeschieden    |

### Tischtennis
| Athleten                                 | Wettbewerb | 1. Runde | 1. Runde | 2. Runde | 2. Runde | 3. Runde        | 3. Runde | Achtelfinale                  | Achtelfinale | Viertelfinale                    | Viertelfinale | Halbfinale               | Halbfinale    | Finale/Platz 3    | Finale/Platz 3 | Rang   |
| Athleten                                 | Wettbewerb | Gegner   | Erg.     | Gegner   | Erg.     | Gegner          | Erg.     | Gegner                        | Erg.         | Gegner                           | Erg.          | Gegner                   | Erg.          | Gegner            | Erg.           | Rang   |
| ---------------------------------------- | ---------- | -------- | -------- | -------- | -------- | --------------- | -------- | ----------------------------- | ------------ | -------------------------------- | ------------- | ------------------------ | ------------- | ----------------- | -------------- | ------ |
| Frauen                                   |            |          |          |          |          |                 |          |                               |              |                                  |               |                          |               |                   |                |        |
| Mima Itō                                 | Einzel     | —        | —        | —        | —        | Fu Yu           | 4:1      | Suthasini Sawettabut          | 4:0          | Jeon Ji-hee                      | 4:0           | Sun Yingsha              | 0:4           | Yu Mengyu         | 4:1            | Bronze |
| Kasumi Ishikawa                          | Einzel     | —        | —        | —        | —        | Orawan Paranang | 4:2      | Sofia Polcanova               | 4:0          | Yu Mengyu                        | 1:4           | ausgeschieden            | ausgeschieden | ausgeschieden     | ausgeschieden  | 5–8    |
| Mima Itō Kasumi Ishikawa Miu Hirano      | Mannschaft | —        | —        | —        | —        | —               | —        | Ungarn                        | 3:0          | Chinesisch Taipeh                | 3:0           | Hongkong                 | 3:0           | China             | 0:3            | Silber |
| Männer                                   |            |          |          |          |          |                 |          |                               |              |                                  |               |                          |               |                   |                |        |
| Tomokazu Harimoto                        | Einzel     | —        | —        | —        | —        | Lam Siu Hang    | 4:1      | Darko Jorgić                  | 3:4          | ausgeschieden                    | ausgeschieden | ausgeschieden            | ausgeschieden | ausgeschieden     | ausgeschieden  | 9–16   |
| Kōki Niwa                                | Einzel     | —        | —        | —        | —        | Wang Yang       | 4:0      | Dimitrij Ovtcharov            | 1:4          | ausgeschieden                    | ausgeschieden | ausgeschieden            | ausgeschieden | ausgeschieden     | ausgeschieden  | 9–16   |
| Tomokazu Harimoto Kōki Niwa Jun Mizutani | Mannschaft | —        | —        | —        | —        | —               | —        | Australien                    | 3:0          | Schweden                         | 3:1           | Deutschland              | 2:3           | Südkorea          | 3:1            | Bronze |
| Mixed                                    |            |          |          |          |          |                 |          |                               |              |                                  |               |                          |               |                   |                |        |
| Jun Mizutani Mima Itō                    | Doppel     | —        | —        | —        | —        | —               | —        | Stefan Fegerl Sofia Polcanova | 4:0          | Patrick Franziska Petrissa Solja | 4:3           | Lin Yun-ju Cheng I-ching | 4:1           | Xu Xin Liu Shiwen | 4:3            | Gold   |

### Triathlon
| Athleten                                                  | Wettbewerb | Zeit      | Rang |
| --------------------------------------------------------- | ---------- | --------- | ---- |
| Frauen                                                    |            |           |      |
| Niina Kishimoto                                           | Einzel     | DNF       | DNF  |
| Yūko Takahashi                                            | Einzel     | 2:01:18 h | 18   |
| Männer                                                    |            |           |      |
| Kenji Nener                                               | Einzel     | 1:46:24 h | 14   |
| Makoto Odakura                                            | Einzel     | 1:47:03 h | 19   |
| Mixed                                                     |            |           |      |
| Yūko Takahashi Kenji Nener Niina Kishimoto Makoto Odakura | Staffel    | 1:27:02 h | 13   |

### Turnen

#### Gerätturnen
| Athleten                                                    | Wettbewerb           | Qualifikation | Qualifikation | Finale        | Finale        | Rang   |
| Athleten                                                    | Wettbewerb           | Punkte        | Rang          | Punkte        | Rang          | Rang   |
| ----------------------------------------------------------- | -------------------- | ------------- | ------------- | ------------- | ------------- | ------ |
| Frauen                                                      |                      |               |               |               |               |        |
| Urara Ashikawa                                              | Boden                | DNS           | DNS           | ausgeschieden | ausgeschieden | –      |
| Hitomi Hatakeda                                             | Boden                | 13,333        | 22            | ausgeschieden | ausgeschieden | 22     |
| Yuna Hiraiwa                                                | Boden                | 12,666        | 47            | ausgeschieden | ausgeschieden | 47     |
| Mai Murakami                                                | Boden                | 13,933        | 8             | 14,166        | 3             | Bronze |
| Aiko Sugihara                                               | Boden                | 13,333        | 21            | ausgeschieden | ausgeschieden | 21     |
| Urara Ashikawa                                              | Schwebebalken        | 13,900        | 12            | 13,733        | 6             | 6      |
| Hitomi Hatakeda                                             | Schwebebalken        | 13,533        | 35            | ausgeschieden | ausgeschieden | 35     |
| Yuna Hiraiwa                                                | Schwebebalken        | 13,533        | 20            | ausgeschieden | ausgeschieden | 20     |
| Mai Murakami                                                | Schwebebalken        | 13,366        | 21            | ausgeschieden | ausgeschieden | 21     |
| Aiko Sugihara                                               | Schwebebalken        | 11,566        | 77            | ausgeschieden | ausgeschieden | 77     |
| Hitomi Hatakeda                                             | Sprung               | 12,266        | –             | ausgeschieden | ausgeschieden | –      |
| Yuna Hiraiwa                                                | Sprung               | 13,733        | –             | ausgeschieden | ausgeschieden | –      |
| Mai Murakami                                                | Sprung               | 14,466        | 11            | ausgeschieden | ausgeschieden | 11     |
| Aiko Sugihara                                               | Sprung               | 14,266        | –             | ausgeschieden | ausgeschieden | –      |
| Urara Ashikawa                                              | Stufenbarren         | DNS           | DNS           | ausgeschieden | ausgeschieden | –      |
| Hitomi Hatakeda                                             | Stufenbarren         | 14,133        | 21            | ausgeschieden | ausgeschieden | 21     |
| Yuna Hiraiwa                                                | Stufenbarren         | 11,700        | 71            | ausgeschieden | ausgeschieden | 71     |
| Mai Murakami                                                | Stufenbarren         | 12,133        | 64            | ausgeschieden | ausgeschieden | 64     |
| Aiko Sugihara                                               | Stufenbarren         | 13,333        | 36            | ausgeschieden | ausgeschieden | 36     |
| Urara Ashikawa                                              | Mehrkampf Einzel     | DNF           | DNF           | ausgeschieden | ausgeschieden | –      |
| Hitomi Hatakeda                                             | Mehrkampf Einzel     | 52,732        | 39            | ausgeschieden | ausgeschieden | 39     |
| Yuna Hiraiwa                                                | Mehrkampf Einzel     | 51,632        | 49            | ausgeschieden | ausgeschieden | 49     |
| Mai Murakami                                                | Mehrkampf Einzel     | 53,965        | 23            | 56,032        | 5             | 5      |
| Aiko Sugihara                                               | Mehrkampf Einzel     | 52,531        | 41            | ausgeschieden | ausgeschieden | 41     |
| Hitomi Hatakeda Yuna Hiraiwa Mai Murakami Aiko Sugihara     | Mehrkampf Mannschaft | 162,662       | 8             | 163,280       | 5             | 5      |
| Männer                                                      |                      |               |               |               |               |        |
| Daiki Hashimoto                                             | Barren               | 15,300        | 10            | ausgeschieden | ausgeschieden | 10     |
| Kazuma Kaya                                                 | Barren               | 15,100        | 17            | ausgeschieden | ausgeschieden | 17     |
| Takeru Kitazono                                             | Barren               | 14,900        | 22            | ausgeschieden | ausgeschieden | 22     |
| Wataru Tanigawa                                             | Barren               | 15,241        | 11            | ausgeschieden | ausgeschieden | 11     |
| Daiki Hashimoto                                             | Boden                | 14,700        | 10            | ausgeschieden | ausgeschieden | 10     |
| Kazuma Kaya                                                 | Boden                | 13,933        | 27            | ausgeschieden | ausgeschieden | 27     |
| Takeru Kitazono                                             | Boden                | 14,666        | 11            | ausgeschieden | ausgeschieden | 11     |
| Wataru Tanigawa                                             | Boden                | 14,466        | 14            | ausgeschieden | ausgeschieden | 14     |
| Daiki Hashimoto                                             | Pauschenpferd        | 14,766        | 8             | ausgeschieden | ausgeschieden | 8      |
| Kohei Kameyama                                              | Pauschenpferd        | 15,266        | 2             | 14,600        | 5             | 5      |
| Kazuma Kaya                                                 | Pauschenpferd        | 14,833        | 7             | 14,900        | 3             | Bronze |
| Takeru Kitazono                                             | Pauschenpferd        | 13,916        | 22            | ausgeschieden | ausgeschieden | 22     |
| Wataru Tanigawa                                             | Pauschenpferd        | 13,833        | 25            | ausgeschieden | ausgeschieden | 25     |
| Daiki Hashimoto                                             | Reck                 | 15,033        | 1             | 15,066        | 1             | Gold   |
| Kazuma Kaya                                                 | Reck                 | 14,033        | 17            | ausgeschieden | ausgeschieden | 17     |
| Takeru Kitazono                                             | Reck                 | 14,433        | 6             | 12,333        | 6             | 6      |
| Wataru Tanigawa                                             | Reck                 | 13,400        | 32            | ausgeschieden | ausgeschieden | 32     |
| Kōhei Uchimura                                              | Reck                 | 13,866        | 20            | ausgeschieden | ausgeschieden | 20     |
| Daiki Hashimoto                                             | Ringe                | 13,866        | 27            | ausgeschieden | ausgeschieden | 27     |
| Kazuma Kaya                                                 | Ringe                | 14,366        | 14            | ausgeschieden | ausgeschieden | 14     |
| Takeru Kitazono                                             | Ringe                | 13,333        | 44            | ausgeschieden | ausgeschieden | 44     |
| Wataru Tanigawa                                             | Ringe                | 14,300        | 17            | ausgeschieden | ausgeschieden | 17     |
| Daiki Hashimoto                                             | Sprung               | 14,866        | –             | ausgeschieden | ausgeschieden | –      |
| Kazuma Kaya                                                 | Sprung               | 13,200        | –             | ausgeschieden | ausgeschieden | –      |
| Takeru Kitazono                                             | Sprung               | 14,700        | –             | ausgeschieden | ausgeschieden | –      |
| Wataru Tanigawa                                             | Sprung               | 13,666        | –             | ausgeschieden | ausgeschieden | –      |
| Daiki Hashimoto                                             | Mehrkampf Einzel     | 88,531        | 1             | 88,465        | 1             | Gold   |
| Kazuma Kaya                                                 | Mehrkampf Einzel     | 85,465        | 9             | ausgeschieden | ausgeschieden | 9      |
| Takeru Kitazono                                             | Mehrkampf Einzel     | 85,948        | 7             | 86,698        | 5             | 5      |
| Wataru Tanigawa                                             | Mehrkampf Einzel     | 84,906        | 13            | ausgeschieden | ausgeschieden | 13     |
| Daiki Hashimoto Kazuma Kaya Takeru Kitazono Wataru Tanigawa | Mehrkampf Mannschaft | 262,251       | 1             | 262,367       | 2             | Silber |

#### Rhythmische Sportgymnastik
| Athletinnen                                                               | Wettbewerb           | Qualifikation | Qualifikation | Finale        | Finale        | Rang |
| Athletinnen                                                               | Wettbewerb           | Punkte        | Rang          | Punkte        | Rang          | Rang |
| ------------------------------------------------------------------------- | -------------------- | ------------- | ------------- | ------------- | ------------- | ---- |
| Frauen                                                                    |                      |               |               |               |               |      |
| Chisaki Oiwa                                                              | Mehrkampf Einzel     | 87,550        | 19            | ausgeschieden | ausgeschieden | 19   |
| Sumire Kita                                                               | Mehrkampf Einzel     | 92,800        | 11            | ausgeschieden | ausgeschieden | 11   |
| Sakura Noshitani Sayuri Sugimoto Ayuka Suzuki Nanami Takenaka Kiko Yokota | Mehrkampf Mannschaft | 79,725        | 7             | 72,500        | 8             | 8    |

#### Trampolinturnen
| Athleten      | Wettbewerb | Qualifikation | Qualifikation | Finale        | Finale        | Rang |
| Athleten      | Wettbewerb | Punkte        | Rang          | Punkte        | Rang          | Rang |
| ------------- | ---------- | ------------- | ------------- | ------------- | ------------- | ---- |
| Frauen        |            |               |               |               |               |      |
| Hikaru Mori   | Einzel     | 63,775        | 13            | ausgeschieden | ausgeschieden | 13   |
| Megu Uyama    | Einzel     | 103,585       | 5             | 54,655        | 5             | 5    |
| Männer        |            |               |               |               |               |      |
| Ryosuke Sakai | Einzel     | 62,250        | 15            | ausgeschieden | ausgeschieden | 15   |
| Daiki Kishi   | Einzel     | 111,540       | 6             | 57,815        | 7             | 7    |

### Volleyball
| Wettbewerb    | Frauen | Männer |
| ------------- | --- | --- |
| Athleten      | Ai Kurogo Sarina Koga Kanami Tashiro Mayu Ishikawa Haruyo Shimamura Mako Kobata Yuki Ishii Mai Okumura Erika Araki Aki Momii Kotona Hayashi Nichika Yamada | Kunihiro Shimizu Taishi Ōnodera Naonobu Fujii Akihiro Yamauchi Yūji Nishida Masahiro Sekita Yūki Ishikawa Haku Ri Kenta Takanashi Tatsunori Ōtsuka Tomohiro Yamamoto Ran Takahashi |
| Trainer       | Kumi Nakada | Yūichi Nakagaichi |
| Gruppenphase  | Kenia (3:0) Serbien (0:3) Brasilien (0:3) Südkorea (2:3) Dominikanische Republik (1:3)                                                                     | Venezuela (3:0) Kanada (3:1) Italien (1:3) Polen (0:3) Iran (3:2) |
| Viertelfinale | ausgeschieden | Brasilien (0:3) |
| Halbfinale    | ausgeschieden | ausgeschieden |
| Finale        | ausgeschieden | ausgeschieden |
| Platzierung   | 10. Platz | 7. Platz |

### Wasserball
| Wettbewerb    | Frauen | Männer |
| ------------- | --- | --- |
| Athleten      | Rikako Miura Yumi Arima Akari Inaba Eruna Ura Kaho Iwano Miku Koide Maiko Hashida Yuki Niizawa Minori Yamamoto Kako Kawaguchi Marina Tokumoto Kyoko Kudo Minami Shioya | Katsuyuki Tanamura Seiya Adachi Harukiirario Koppu Mitsuaki Shiga Takuma Yoshida Toi Suzuki Yūsuke Shimizu Mitsuru Takata Atsushi Arai Yusuke Inaba Keigo Okawa Kenta Araki Tomoyoshi Fukushima |
| Trainer       | Makihiro Motomiya | Yoji Omoto |
| Gruppenphase  | Vereinigte Staaten (4:25) China (11:16) Ungarn (13:17) ROC (16:20) | Vereinigte Staaten (13:15) Ungarn (11:16) Griechenland (9:10) Italien (8:16) Südafrika (24:9)                                                                                                   |
| Viertelfinale | ausgeschieden | ausgeschieden |
| Halbfinale    | ausgeschieden | ausgeschieden |
| Finale        | ausgeschieden | ausgeschieden |
| Platzierung   | 9. Platz | 10. Platz |

### Wasserspringen
| Athleten                       | Wettbewerb            | Vorkampf | Vorkampf | Halbfinale    | Halbfinale    | Finale        | Finale        | Rang |
| Athleten                       | Wettbewerb            | Punkte   | Rang     | Punkte        | Rang          | Punkte        | Rang          | Rang |
| ------------------------------ | --------------------- | -------- | -------- | ------------- | ------------- | ------------- | ------------- | ---- |
| Frauen                         |                       |          |          |               |               |               |               |      |
| Haruka Enomoto                 | Kunstspringen 3 m     | 277,85   | 17       | 255,40        | 17            | ausgeschieden | ausgeschieden | 17   |
| Sayaka Mikami                  | Kunstspringen 3 m     | 317,10   | 5        | 273,70        | 16            | ausgeschieden | ausgeschieden | 16   |
| Matsuri Arai                   | Turmspringen 10 m     | 268,80   | 22       | ausgeschieden | ausgeschieden | ausgeschieden | ausgeschieden | 22   |
| Haruka Enomoto Hazuki Miyamoto | Synchronspringen 3 m  | —        | —        | —             | —             | 269,40        | 5             | 5    |
| Matsuri Arai Minami Itahashi   | Synchronspringen 10 m | —        | —        | —             | —             | 291,42        | 6             | 6    |
| Männer                         |                       |          |          |               |               |               |               |      |
| Ken Terauchi                   | Kunstspringen 3 m     | 430,20   | 10       | 424,50        | 7             | 359,70        | 12            | 12   |
| Reo Nishida                    | Turmspringen 10 m     | 314,30   | 25       | ausgeschieden | ausgeschieden | ausgeschieden | ausgeschieden | 25   |
| Rikuto Tamai                   | Turmspringen 10 m     | 374,25   | 16       | 413,65        | 8             | 431,95        | 7             | 7    |
| Shō Sakai Ken Terauchi         | Synchronspringen 3 m  | —        | —        | —             | —             | 393,93        | 5             | 5    |
| Hiroki Itō Kazuki Murakami     | Synchronspringen 10 m | —        | —        | —             | —             | 377,10        | 8             | 8    |